# Armorial de la famille royale britannique
Cette page présente les armoiries de l'actuelle famille royale britannique, de la maison de Windsor.

## Membres actuels
| Armoiries | Écu | Nom et blasonnement |
|           |     | Charles III Philip Arthur George (né le 14 novembre 1948), roi du Royaume-Uni. Écartelé : au 1 et 4, de gueules à trois léopards d'or armés et lampassés d'azur (d'Angleterre), au 2, d'or au lion de gueules et au double trêcheur fleuronné et contre-fleuronné du même (d'Écosse), et au 3, d'azur à la harpe d'or cordée d'argent (d'Irlande). En tant que successeur des rois d'Écosse : écartelé : au 1 et 4, d'or au lion de gueules et au double trêcheur fleuronné et contre-fleuronné du même (d'Écosse), au 2, de gueules à trois léopards d'or armés et lampassés d'azur (d'Angleterre), au 3, d'azur à la harpe d'or cordée d'argent (d'Irlande). |
|           |     | Camilla Parker Bowles (née Shand, le 17 juillet 1947), reine consort du Royaume-uni, seconde femme du précédent. Parti, au I : des armes du précédent ; au II : d'azur à la tête de sanglier d'argent dentée et languée d'or, sous un chef engrelé du second, chargé d'une croisette recroisettée au pied fiché entre deux étoiles de gueules (de Shand). |
|           |     | William Arthur Philip Louis de Galles, duc de Cambridge (né le 21 juin 1982 au St. Mary's Hospital de Paddington à Londres), prince de Galles, duc de Cornouailles et comte de Chester, duc de Rothesay, comte de Carrick, baron Renfrew, seigneur des Îles, prince et grand-intendant d'Écosse, prince du Royaume-Uni. Écartelé, aux I et IV de gueules aux trois léopards d'or, armés et lampassés d'azur (d'Angleterre) ; au II d'or, au lion de gueules, armé et lampassé d'azur, dans un double trescheur fleuronné et contre-fleuronné du second (d'Écosse) ; au III d'azur, à la harpe d'or, cordée d'argent (d'Irlande) ; le tout, brisé d'un lambel d'argent à trois pendants et un inescutcheon trimestriel de gueules et d'or, quatre lions passant gardien contrechangés (de Galles). De plus, en tant que duc de Rothesay, prince et grand-intendant d'Écosse : écartelé, aux I et IV d'or, à la fasce échiquetée d'argent et d'azur de trois tires (des Stuart) ; et en II et IV d'argent à la voile carguée de sable, à trois pennons de gueules (de Carrick) ; sur-le-tout d'or, au lion de gueules dans un double trêcheur fleuronné et contre-fleuronné du même, armé et lampassé d'azur (d'Écosse) ; au lambel à trois pendants aussi d'azur. |
|           |     | Catherine ( « Kate » ), duchesse de Cambridge (née Middleton, le 9 janvier 1982), femme du précédent. Parti, au I : des armes du précédent ; au II : parti d'azur et de gueules, au chevron d'or coticé d’argent, accompagné de trois glands renversés d'or, tigés et feuillés du même (de Middleton). |
|           |     | Henry ( « Harry » ) Charles Albert David de Galles, duc de Sussex (né le 15 septembre 1984 au St. Mary's Hospital de Paddington à Londres), prince du Royaume-Uni, ancien officier aux Blues & Royals. Écartelé, aux I et IV de gueules aux trois léopards d'or, armés et lampassés d'azur (d'Angleterre) ; au II d'or, au lion de gueules, armé et lampassé d'azur, dans un double trescheur fleuronné et contre-fleuronné du second (d'Écosse) ; au III d'azur, à la harpe d'or, cordée d'argent (d'Irlande) ; le tout, brisé d'un lambel d'argent à cinq pendants, les premier, troisième et cinquième chargé d'une coquille de gueules (évocation des armes de sa mère, Diana Spencer). |
|           |     | Rachel Meghan ( « Meghan » ) Markle, duchesse de Sussex (née le 4 août 1981 à Los Angeles (Californie, États-Unis), épouse du précédent. Parti, au I : des armes du précédent ; au II, d'azur à trois plumes d'argent calamées d'or posées en bande et rangées en barre, alternées avec deux cotices du même. |
|           |     | Anne Elizabeth Alice Louise (née le 15 août 1950), « la princesse royale », princesse du Royaume-Uni avec le prédicat d’altesse royale. Écartelé, aux I et IV de gueules aux trois léopards d'or, armés et lampassés d'azur (d'Angleterre) ; au II d'or, au lion de gueules, armé et lampassé d'azur, dans un double trescheur fleuronné et contre-fleuronné du second (d'Écosse) ; au III d'azur, à la harpe d'or, cordée d'argent (d'Irlande) ; le tout, brisé d'un lambel d'argent à trois pendants, le premier et le troisième chargés d'une croix, le deuxième d'un cœur, le tout de gueules. - La princesse Anne ayant épousé en secondes noces le vice-amiral Timothy Laurence selon le rite écossais, celui-ci ne fait pas partie de la famille royale. |
|           |     | Peter Mark Andrew Phillips (né le 15 novembre 1977), seul fils du capitaine Mark Phillips et de la princesse Anne. Coupé en chevron, au I d'azur au cheval courant d'argent et au II, d'or au rameau de pensées au naturel ; le tout brisés d'un lambel de gueules. |
|           |     | Zara Anne Elizabeth Tindall (née Phillips, le 15 mai 1981), seule fille de la princesse Anne. Femme de Mike Tindall. Coupé en chevron, au I d'azur au cheval courant d'argent et au II, d'or au rameau de pensées au naturel |
|           |     | Andrew Albert Christian Edward (né le 19 février 1960), prince du Royaume-Uni avec le prédicat d’altesse royale, duc d'York. Écartelé, aux I et IV de gueules aux trois léopards d'or, armés et lampassés d'azur (d'Angleterre) ; au II d'or, au lion de gueules, armé et lampassé d'azur, dans un double trescheur fleuronné et contre-fleuronné du second (d'Écosse) ; au III d'azur, à la harpe d'or, cordée d'argent (d'Irlande) ; le tout, brisé d'un lambel d'argent à trois pendants, le deuxième chargé d'une ancre d'azur. |
|           |     | Beatrice Elizabeth Mary d'York (née le 8 août 1988), princesse du Royaume-Uni avec le prédicat d’altesse royale. Écartelé, aux I et IV de gueules aux trois léopards d'or, armés et lampassés d'azur (d'Angleterre) ; au II d'or, au lion de gueules, armé et lampassé d'azur, dans un double trescheur fleuronné et contre-fleuronné du second (d'Écosse) ; au III d'azur, à la harpe d'or, cordée d'argent (d'Irlande) ; le tout, brisé d'un lambel d'argent à cinq pendants, les premier, troisième et cinquième chargés d'une abeille d'or (évocation des armes de sa mère, Sarah Ferguson). |
|           |     | Eugenie Victoria Helena d'York (née le 23 mars 1990), princesse du Royaume-Uni avec le prédicat d’altesse royale. Écartelé, aux I et IV de gueules aux trois léopards d'or, armés et lampassés d'azur (d'Angleterre) ; au II d'or, au lion de gueules, armé et lampassé d'azur, dans un double trescheur fleuronné et contre-fleuronné du second (d'Écosse) ; au III d'azur, à la harpe d'or, cordée d'argent (d'Irlande) ; le tout, brisé d'un lambel d'argent à cinq pendants, les premier, troisième et cinquième chargés d'un chardon au naturel(évocation des armes de sa mère, Sarah Ferguson). |
|           |     | Edward Antony Richard Louis (né le 10 mars 1964), prince du Royaume-Uni avec le prédicat d’altesse royale, 1er comte de Wessex. Écartelé, aux I et IV de gueules aux trois léopards d'or, armés et lampassés d'azur (d'Angleterre) ; au II d'or, au lion de gueules, armé et lampassé d'azur, dans un double trescheur fleuronné et contre-fleuronné du second (d'Écosse) ; au III d'azur, à la harpe d'or, cordée d'argent (d'Irlande) ; le tout, brisé d'un lambel d'argent à trois pendants, le deuxième chargé d'une rose de gueules et d'argent. |
|           |     | Sophie, comtesse de Wessex (née Rhys-Jones, le 20 janvier 1965), femme du précédent. Parti, au I, des armes du précédent ; au II, écartelées de gueules et d'azur, au lion d'or à la tête contournée, dans un orle du même. |
|           |     | David Armstrong-Jones (né le 3 novembre 1965), « David Linley » , 2e comte de Snowdon, seul fils de la princesse Margaret et de son ex-mari Antony Armstrong-Jones, 1er comte de Snowdon. Écartelé, I et IV de sable au chevron d 'argent, chargé de quatre pals de gueules, accompagné en chef de deux fleurs de lis d'or, et en pointe d'un aigle d'or (Armstrong-Jones) ; en II et IV, contre-écartelé, en 1 et 4 de gueules aux trois léopards d'or, armés et lampassés d'azur (d'Angleterre) ; en 2 d'or, au lion de gueules, armé et lampassé d'azur, dans un double trescheur fleuronné et contre-fleuronné du second (d'Écosse) ; en 3 d'azur, à la harpe d'or, cordée d'argent (d'Irlande) ; le II et le IV, brisés d'un lambel d'argent à trois pendants, chargé d'un chardon au naturel, à dextre et sénestre chargés d'une croix de gueules[réf. nécessaire]. |
|           |     | Sarah Chatto (née Armstrong-Jones, le 1er mai 1964), seule fille de la princesse Margaret et d'Antony Armstrong-Jones, 1er comte de Snowdon. De sable au chevron d'argent chargé de quatre pals de gueules, accompagné en chef de deux fleurs de lis d'or et en pointe d'un aigle d'or[réf. nécessaire]. |
|           |     | Richard Alexander Walter George de Gloucester (né le 26 août 1944), prince du Royaume-Uni avec le prédicat d’altesse royale, 2e duc de Gloucester, grand prieur du Très vénérable ordre de Saint-Jean. Écartelé, I et IV de gueules aux trois léopards d'or, armés et lampassés d'azur (d'Angleterre) : II d'or, au lion de gueules, armé et lampassé d'azur, dans un double trescheur fleuronné et contre-fleuronné du second (d'Écosse) ; au III d'azur, à la harpe d'or, cordée d'argent (d'Irlande) ; le tout, brisé d'un lambel d'argent à cinq pendants, ceux en cœur, à dextre et sénestre chargés d'une croix de gueules, les autres chargés d'un léopard de gueules, le tout augmenté en chef de gueules à la croix d'argent brisure avec un au chef de gueules à la croix d'argent au franc-canton chargé d'une représentation du cimier royal britannique (de l'ordre de Saint-Jean) ; posé sur la croix de Malte d'argent, timbré de couronne de duc royal. |
|           |     | Birgitte, duchesse de Gloucester (née Henriksen en 1946), femme du précédent. Écartelé, I et IV de gueules aux trois léopards d'or, armés et lampassés d'azur (d'Angleterre) : II d'or, au lion de gueules, armé et lampassé d'azur, dans un double trescheur fleuronné et contre-fleuronné du second (d'Écosse) ; au III d'azur, à la harpe d'or, cordée d'argent (d'Irlande) ; le tout, brisé d'un lambel d'argent à cinq pendants, ceux en cœur, à dextre et sénestre chargés d'une croix de gueules, les autres chargés d'un léopard de gueules ; sur-le-tout d'azur au vanneau au naturel sous un chef d'or à quatre plumes de sable, passées en sautoir deux par deux (Henriksen). |
|           |     | Edward George Nicholas Patrick Paul de Kent (né le 9 octobre 1935), prince du Royaume-Uni avec le prédicat d’altesse royale, 2e duc de Kent. Écartelé, aux I et IV de gueules aux trois léopards d'or, armés et lampassés d'azur (d'Angleterre) ; au II d'or, au lion de gueules, armé et lampassé d'azur, dans un double trescheur fleuronné et contre-fleuronné du second (d'Écosse) ; au III d'azur, à la harpe d'or, cordée d'argent (d'Irlande) ; le tout, brisé d'un lambel d'argent à cinq pendants, les premier, troisième et cinquième chargés d'une ancre d'azur, les autres chargés d'une croix de gueules. |
|           |     | Katharine, duchesse de Kent (née Worsley, 1933), femme du précédent. Parti, au I, des armes du précédent ; au II, d'argent au chef de gueules (Worsley). |
|           |     | Michael George Charles Franklin de Kent, le « prince Michael de Kent » (né le 4 juillet 1942) prince du Royaume-Uni avec le prédicat d’altesse royale. Écartelé, aux I et IV de gueules aux trois léopards d'or, armés et lampassés d'azur (d'Angleterre) ; au II d'or, au lion de gueules, armé et lampassé d'azur, dans un double trescheur fleuronné et contre-fleuronné du second (d'Écosse) ; au III d'azur, à la harpe d'or, cordée d'argent (d'Irlande) ; le tout, brisé d'un lambel d'argent à cinq pendants, les premier, troisième et cinquième chargés d'une croix de gueules, les autres chargés d'une ancre d'azur. |
|           |     | Marie-Christine von Reibnitz, la « princesse Michael de Kent » (née en 1945), femme du précédent. Parti, au I, écartelé, aux 1 et 4 de gueules aux trois léopards d'or, armés et lampassés d'azur (d'Angleterre) ; au 2 d'or, au lion de gueules, armé et lampassé d'azur, dans un double trescheur fleuronné et contre-fleuronné du second (d'Écosse) ; au 3 d'azur, à la harpe d'or, cordée d'argent (d'Irlande) ; le tout, brisé d'un lambel d'argent à cinq pendants, les premier, troisième et cinquième chargés d'une croix de gueules, les autres chargés d'une ancre d'azur ; au II : d'argent, à deux fasces de gueules (von Reibnitz). |
|           |     | Alexandra Helen Elizabeth Olga Christabel, « l'honorable Lady Ogilvy » (née le 25 décembre 1936), princesse du Royaume-Uni avec le prédicat d’altesse royale. Écartelé, aux I et IV de gueules aux trois léopards d'or, armés et lampassés d'azur (d'Angleterre) ; au II d'or, au lion de gueules, armé et lampassé d'azur, dans un double trescheur fleuronné et contre-fleuronné du second (d'Écosse) ; au III d'azur, à la harpe d'or, cordée d'argent (d'Irlande) ; le tout, brisé d'un lambel d'argent à cinq pendants, les premier et cinquième, chargés d'un coeur de gueules, le troisième chargé d'une croix de même, les autres chargés d'une ancre d'azur. |

## Anciens conjoints des membres actuels
| Armoiries | Écu | Nom et blasonnement |
|           |     | Diana, princesse de Galles (1961-1997), première femme du prince Charles, de 1981 à 1996. Princesse de Galles : Parti : au I écartelé, aux 1 et 4 de gueules aux trois léopards d'or, armés et lampassés d'azur (d'Angleterre) ; au 2 d'or, au lion de gueules, armé et lampassé d'azur, dans un double trescheur fleuronné et contre-fleuronné du second (d'Écosse) ; au 3 d'azur, à la harpe d'or, cordée d'argent (d'Irlande) ; le tout, brisé d'un lambel d'argent à trois pendants ; sur-le-tout écartelé d'or et de gueules, à quatre lions de l'un à l'autre armés et lampassés d'azur, et surmonté de la couronne princière de Galles ; au II écartelé, d'argent et de gueules, fretté d'or ; au bâton de sable brochant sur-le-tout chargée de trois coquilles d'argent (Spencer). Avant son mariage et après son divorce : Écartelé, d'argent et de gueules, fretté d'or ; au bâton de sable brochant sur-le-tout chargée de trois coquilles d'argent (Spencer). |
|           |     | Sarah, duchesse d'York (née en 1959), femme du prince Andrew de 1986 à 1996. Duchesse d'York : Parti : au I écartelé, aux 1 et 4 de gueules aux trois léopards d'or, armés et lampassés d'azur (d'Angleterre) ; au 2 d'or, au lion de gueules, armé et lampassé d'azur, dans un double trescheur fleuronné et contre-fleuronné du second (d'Écosse) ; au 3 d'azur, à la harpe d'or, cordée d'argent (d'Irlande) ; le tout, brisé d'un lambel d'argent à trois pendants, chargé d'une ancre d'azur(de son mari) ; au II d'or au bouquet de trois fleurs de chardons, une abeille posée sur celle du milieu, le tout au naturel, sur une terrasse de sinople (armoiries dérivées du badge du clan Fergusson). Avant son mariage et après son divorce : D'or au bouquet de trois fleurs de chardons, une abeille posée sur celle du milieu, le tout au naturel, sur une terrasse de sinople (armoiries dérivées du badge du clan Fergusson).                                  |
|           |     | Mark Anthony Peter Phillips (né le 22 septembre 1948), mari de la princesse Anne de 1973 à 1992. Coupé en chevron, au I d'azur au cheval courant d'argent et au II, d'or au rameau de pensées au naturel. Avant 1998, il brisait ses armes d'un lambel d'argent. Les supports de l'écu lui ont été concédés à l'occasion de son mariage. |

## Membres desmaisons WindsoretSaxe-Coburg-Gotha

### Les descendants du roi George VI
| Armoiries | Écu | Nom et blasonnement |
|           |     | Elizabeth Alexandra Mary (née 1926), la future reine Élisabeth II, princesse du Royaume-Uni, fille ainée de George VI, héritière présomptive au trône britannique. Écartelé, aux I et IV de gueules aux trois léopards d'or, armés et lampassés d'azur (d'Angleterre) ; au II d'or, au lion de gueules, armé et lampassé d'azur, dans un double trescheur fleuronné et contre-fleuronné du second (d'Écosse) ; au III d'azur, à la harpe d'or, cordée d'argent (d'Irlande) ; le tout, brisé d'un lambel d'argent à trois pendants, chargé d'une rose de gueules et d'argent, à dextre et sénestre chargés d'une croix de gueules. |
|           |     | Margaret Rose (1930-2002), princesse du Royaume-Uni, fille cadette de George VI, comtesse de Snowdon. Écartelé, aux I et IV de gueules aux trois léopards d'or, armés et lampassés d'azur (d'Angleterre) ; au II d'or, au lion de gueules, armé et lampassé d'azur, dans un double trescheur fleuronné et contre-fleuronné du second (d'Écosse) ; au III d'azur, à la harpe d'or, cordée d'argent (d'Irlande) ; le tout, brisé d'un lambel d'argent à trois pendants, chargé d'un chardon au naturel, à dextre et sénestre chargés d'une croix de gueules.                                                                        |
|           |     | Antony Armstrong-Jones (1930-2017), comte de Snowdon, mari de la princesse Margaret de 1960 à 1978. De sable au chevron d'argent chargé de quatre pals de gueules, accompagné en chef de deux fleurs de lis d'or et en pointe d'un aigle d'or. |

### Les descendants du roi George V
| Armoiries | Écu | Nom et blasonnement |
|           |     | Édouard, duc de Windsor (1894-1971), éphémèrement roi sous le nom d'Édouard VIII, fils ainé de George V. Écartelé, aux I et IV de gueules aux trois léopards d'or, armés et lampassés d'azur (d'Angleterre) ; au II d'or, au lion de gueules, armé et lampassé d'azur, dans un double trescheur fleuronné et contre-fleuronné du second (d'Écosse) ; au III d'azur, à la harpe d'or, cordée d'argent (d'Irlande) ; le tout, brisé d'un lambel d'argent à trois pendants, chargé en cœur d'une couronne de saint Édouard. |
|           |     | Albert Frederick Arthur George, duc d'York (1895-1952), le futur roi George VI, prince du Royaume-Uni, fils cadet de George V. Écartelé, aux I et IV de gueules aux trois léopards d'or, armés et lampassés d'azur (d'Angleterre) ; au II d'or, au lion de gueules, armé et lampassé d'azur, dans un double trescheur fleuronné et contre-fleuronné du second (d'Écosse) ; au III d'azur, à la harpe d'or, cordée d'argent (d'Irlande) ; le tout, brisé d'un lambel d'argent à trois pendants, chargé en cœur d'une ancre d'azur. |
|           |     | Mary, « la princesse royale » (1897-1965), comtesse de Harewood, fille de George V. Écartelé, aux I et IV de gueules aux trois léopards d'or, armés et lampassés d'azur (d'Angleterre) ; au II d'or, au lion de gueules, armé et lampassé d'azur, dans un double trescheur fleuronné et contre-fleuronné du second (d'Écosse) ; au III d'azur, à la harpe d'or, cordée d'argent (d'Irlande) ; le tout, brisé d'un lambel d'argent à trois pendants, chargés d'une croix de gueules. |
|           |     | Henry Lascelles (1882-1947), 6e comte de Harewood, mari de la Mary, princesse royale. Écartelé, aux I et IV de sable, à la croix fleuronnée à la bordure d'or (de Lascelles) ; au II d'or à la croix de gueules, brochant sur le tout, cantonnée au 1, d'un lion de sable, armé et lampassé de gueules et aux 2, 3 et 4 d'hermine (de Burgh) ; au IV d'argent trois têtes de sable, tortillées d'argent et d'azur (de Canning). |
|           |     | Henry, duc de Gloucester (1900-1974), prince du Royaume-Uni, fils de George V. Écartelé, aux I et IV de gueules aux trois léopards d'or, armés et lampassés d'azur (d'Angleterre) ; au II d'or, au lion de gueules, armé et lampassé d'azur, dans un double trescheur fleuronné et contre-fleuronné du second (d'Écosse) ; au III d'azur, à la harpe d'or, cordée d'argent (d'Irlande) ; le tout, brisé d'un lambel d'argent à trois pendants, chargé en cœur d'un léopard de gueules, à dextre et sénestre d'une croix de gueules. |
|           |     | Alice, duchesse de Gloucester (1901-2004), femme du précédent. Parti, au I, des armes de son mari ; au II, écartelé, au 1, contre-écartelé, aux A et D, écartelé, au a et d d'azur à trois fleurs de lys d'or (France moderne) ; au b et c de gueules aux trois léopards d'or (d'Angleterre) ; au B d'or, au lion de gueules dans un double trescheur fleuronné et contre-fleuronné du même (d'Ecosse) ; au C d'azur, à la harpe d'or, cordée d'argent (d'Ilande) ; au bâton d'azur d'argent péri en barre brochant sur la partition ; au 2, d'or à la bande d'azur chargée d'une étoile à six rais et de deux croissants, le tout du premier (de Scott) ; au 3 contre-écartelé, aux A et D d'argent au coeur de gueules couronnée d'une couronne fermé d'or, au chef d'azur chargé de trois étoiles d'argent (de Douglas) ; aux B et C d'azur, à la bande d'or, accompagnée de six croisettes, recroisetées au pied fiché d'or (de Mar) ; le tout à la bordure d'or au double trescheur fleuronné et contre-fleuronné de gueules, au 4 contre-écartelé, au A d'argent à trois fusées de gueules accolées et posées en pal dans une bordure de sable ; au B d'or, à l'aigle de sinople armée et lampassée de gueules (de Montagu), au C de sable, au lion d'argent, armé et lampassé de gueules, au franc-canton à la croix de saint Georges (de Churchill), au D d'argent au chevron de gueules accompagné de trois morions d'azur (le tout, qui sont les armes des ducs de Buccleuch).                                    |
|           |     | William de Gloucester (1941-1972), prince du Royaume-Uni, fils aîné des précédents. Écartelé, aux I et IV de gueules aux trois léopards d'or, armés et lampassés d'azur (d'Angleterre) ; au II d'or, au lion de gueules, armé et lampassé d'azur, dans un double trescheur fleuronné et contre-fleuronné du second (d'Écosse) ; au III d'azur, à la harpe d'or, cordée d'argent (d'Irlande) ; le tout, brisé d'un lambel d'argent à cinq pendants, ceux en cœur, à dextre et sénestre chargés d'un léopard de gueules, les autres chargés d'une croix de gueules. |
|           |     | George, duc de Kent (1902-1942), prince du Royaume-Uni, fils de George V. Écartelé, aux I et IV de gueules aux trois léopards d'or, armés et lampassés d'azur (d'Angleterre) ; au II d'or, au lion de gueules, armé et lampassé d'azur, dans un double trescheur fleuronné et contre-fleuronné du second (d'Écosse) ; au III d'azur, à la harpe d'or, cordée d'argent (d'Irlande) ; le tout, brisé d'un lambel d'argent à trois pendants, chargés d'une ancre d'azur. |
|           |     | Marina (1906-1968), princesse de Grèce et de Danemark, puis duchesse de Kent, femme du précédent. Parti, au I, des armes de son mari ; au II, D'azur, à la croix alésée d'argent (de Grèce), chargée d'un écu écartelé : à la croix pattée d'argent bordée de gueules, de Dannebrog, cantonnée en 1, d'or, à neuf cœurs de gueules, posés en trois pals, à trois lions léopardés d'azur, armés et lampassés de gueules, couronnés du champ, brochant sur-le-tout (de Danemark) ; en 2, d'or, à deux lions léopardés d'azur, armés et lampassés de gueules (de Schleswig-Holstein) ; en 3, coupé : 'A' d'azur, à trois couronnes d'or (de Suède) et 'B' coupé de gueules à une peau de morue d'argent tenue en pal par une traverse de sable, le tout couronné d'or et coupé d'azur à un bélier d'argent passant lampassé de gueules et armé d'or et d'azur à un ours polaire d'argent armé du premier ; en 4, coupé d'or au lion léopardé d'azur soutenu de neuf cœurs de gueules ordonnés 5 et 4 (des Goth) et de gueules au dragon d'or (des Vandales) ; sur-le-tout, écartelé, au 1 de gueules, à la feuille d'ortie d'argent (d'Holstein) au 2 de gueules, au cygne d'argent, becqué, membré et colleté d'une couronne d'or (de Stormarnn) ; au 3 de gueules, au cavalier armé d'argent (de Dithmarschen) ; au 4 de gueules à la tête de cheval coupée d'or (de Lauenbourg) ; sur-le-tout-du-tout parti d'or à deux fasces de gueules (d'Oldenbourg) et d'azur, à la croix pattée, au pied fiché d'or (de Delmenhorst). |
|           |     | Angus Ogilvy (1928-2004), fils cadet du 12e comte d'Airlie, mari d'Alexandra de Kent. D'argent au léopard de gueules, armé et lampassé d'azur, surmonté d'une couronne de saint Édouard au naturel, colleté d'une couronne du même et brisé en chef d'un croissant d'azur . |

### Les descendants du roi Édouard VII
| Armoiries | Écu | Nom et blasonnement |
|           |     | Albert-Victor-Christian-Édouard (1864-1892), prince du Royaume-Uni, duc de Clarence et d'Avondale, fils ainé d'Édouard VII. Écartelé, aux I et IV de gueules aux trois léopards d'or, armés et lampassés d'azur (d'Angleterre) ; au II d'or, au lion de gueules, armé et lampassé d'azur, dans un double trescheur fleuronné et contre-fleuronné du second (d'Écosse) ; au III d'azur, à la harpe d'or, cordée d'argent (d'Irlande) ; sur-le-tout, burelé de dix pièces d'or de sable, au crancelin de sinople brochant en bande (de Saxe) ; le tout, brisé d'un lambel d'argent à trois pendants, chargé en cœur d'une croix de gueules . |
|           |     | George-Frederick-Ernest-Albert de Galles (1865-1936), le futur roi George V, prince du Royaume-Uni, duc d'York (1892-1901) puis prince de Galles (1901). Second fils d'Édouard VII. Écartelé, aux I et IV de gueules aux trois léopards d'or, armés et lampassés d'azur (d'Angleterre) ; au II d'or, au lion de gueules, armé et lampassé d'azur, dans un double trescheur fleuronné et contre-fleuronné du second (d'Écosse) ; au III d'azur, à la harpe d'or, cordée d'argent (d'Irlande) ; sur-le-tout, burelé de dix pièces d'or et de sable, au crancelin de sinople brochant en bande (de Saxe) ; le tout, brisé d'un lambel d'argent à trois pendants, chargé en cœur d'une ancre d'azur,. Avant 1901, comme prince de Galles, voir ci-dessus. |
|           |     | Louise, « la princesse royale » (1867-1931), duchesse de Fife, fille d'Édouard VII. Avant son mariage : Écartelé, aux I et IV de gueules aux trois léopards d'or, armés et lampassés d'azur (d'Angleterre) ; au II d'or, au lion de gueules, armé et lampassé d'azur, dans un double trescheur fleuronné et contre-fleuronné du second (d'Écosse) ; au III d'azur, à la harpe d'or, cordée d'argent (d'Irlande) ; sur-le-tout, burelé de dix pièces d'or et de sable, au crancelin de sinople brochant en bande (de Saxe) ; le tout, brisé d'un lambel d'argent à cinq pendants, ceux en cœur, à dextre et sénestre chargés d'une croix de gueules, les autres chargés chargé d'un chardon au naturel. Après son mariage avec Alexander Duff, 1er duc de Fife : Parti, au I, écartelé, aux 1 et 4 d'or, au lion de gueules, armé et lampassé d'azur (de Fife) ; aux 2 et 3, de sinople à une fasce vivrée d'hermine, accompagnée en chef d'un rencontre de cerf d'or et en pointe de deux coquilles du même (de Duff) ; au II, des précédentes. |
|           |     | Alexandra Duff, 2e duchesse de Fife (1891-1959), « la princesse Arthur de Connaught », fille de la précédente. Écartelé, aux I et IV de gueules aux trois léopards d'or, armés et lampassés d'azur (d'Angleterre) ; au II d'or, au lion de gueules, armé et lampassé d'azur, dans un double trescheur fleuronné et contre-fleuronné du second (d'Écosse) ; au III d'azur, à la harpe d'or, cordée d'argent (d'Irlande) ; le tout, brisé d'un lambel d'argent à cinq pendants, ceux en cœur, à dextre et sénestre chargés d'une croix de gueules, les autres chargés chargé d'un chardon au naturel ; un écusson couronné d'une couronne ducale d'or chargeant sur le tout, écartelé, aux I et IV d'or, au lion de gueules, armé et lampassé d'azur (de Fife) ; aux II et III, de sinople à une fasce vivrée d'hermine, accompagnée en chef d'un rencontre de cerf d'or et en pointe de deux coquilles du même (de Duff). |
|           |     | Maud de Galles (1869-1938), princesse du Royaume-Uni, reine de Norvège, fille d'Édouard VII. Écartelé, aux I et IV de gueules aux trois léopards d'or, armés et lampassés d'azur (d'Angleterre) ; au II d'or, au lion de gueules, armé et lampassé d'azur, dans un double trescheur fleuronné et contre-fleuronné du second (d'Écosse) ; au III d'azur, à la harpe d'or, cordée d'argent (d'Irlande) sur-le-tout, burelé de dix pièces d'or et de sable, au crancelin de sinople brochant en bande (de Saxe) ; le tout, brisé d'un lambel d'argent à cinq pendants, ceux en cœur, à dextre et sénestre chargés d'un cœur aussi de gueules, les autres chargés d'une croix de gueules. |
|           |     | Victoria (1868-1935), princesse du Royaume-Uni, fille d'Édouard VII. Écartelé, aux I et IV de gueules aux trois léopards d'or, armés et lampassés d'azur (d'Angleterre) ; au II d'or, au lion de gueules, armé et lampassé d'azur, dans un double trescheur fleuronné et contre-fleuronné du second (d'Écosse) ; au III d'azur, à la harpe d'or, cordée d'argent (d'Irlande) ; sur-le-tout, burelé de dix pièces d'or et de sable, au crancelin de sinople brochant en bande (de Saxe) ; le tout, brisé d'un lambel d'argent à cinq pendants, ceux en cœur, à dextre et sénestre chargé d'une rose et les autres chargés d'une croix, toutes de gueules. |

### Les descendants de la reine Victoria
| Armoiries | Écu | Nom et blasonnement |
|           |     | Victoria-Adélaïde-Mary-Louise, « la princesse royale » (1840 † 1901), impératrice d'Allemagne et reine de Prusse, femme du Kaiser Frédéric III d'Allemagne, fille ainée de la reine Victoria. Écartelé, aux 1 et 4, de gueules aux trois léopards d'or, armés et lampassés d'azur (d'Angleterre) ; au 2, d'or, au lion de gueules, armé et lampassé d'azur, dans un double trescheur fleuronné et contre-fleuronné du second (d'Écosse) ; au 3, d'azur, à la harpe d'or, cordée d'argent (d'Irlande) ; sur-le-tout, burelé de dix pièces d'or et de sable, au crancelin de sinople brochant en bande (de Saxe) ; le tout, brisé d'un lambel d'argent à trois pendants, en cœur chargé d'une rose de gueules, les deux autres chargés d'une croix de gueules. |
|           |     | Alice-Maud-Mary du Royaume-Uni (1843 † 1878), princesse du Royaume-Uni, grande-duchesse de Hesse et du Rhin par son mariage avec Louis IV de Hesse, fille de la reine Victoria. Écartelé, aux I et IV de gueules aux trois léopards d'or, armés et lampassés d'azur (d'Angleterre) ; au II d'or, au lion de gueules, armé et lampassé d'azur, dans un double trescheur fleuronné et contre-fleuronné du second (d'Écosse) ; au III d'azur, à la harpe d'or, cordée d'argent (d'Irlande) ; sur-le-tout, burelé de dix pièces d'or et de sable, au crancelin de sinople brochant en bande (de Saxe) ; le tout, brisé d'un lambel d'argent à trois pendants, celui en cœur chargé d'une rose de gueules, les deux autres chargés d'une moucheture d'hermine de sable. |
|           |     | Louise de Battenberg (1889-1965), petite-fille de la précédente, qui se marie en 1923 avec le roi Gustave VI Adolphe de Suède, veuf de sa cousine Margaret. Comme duchesse de Scanie, de 1923 à 1950 : Écartelé à la croix pattée d'or, au pied chargé d'une tête d'aigle de gueules languée et couronnée du premier (de Scanie) et cantonnée, au 1, d'azur à trois couronnes d'or (de Suède moderne) ; au 2, d'azur, au lion burelé d'argent et de gueules, armé, lampassé et couronné d'or (de Hesse), brisé d'une bordure componée d'argent et de gueules ; au 3, d'azur à trois barres ondées d'argent, au lion couronné d'or, armé, denté et lampassé de gueules (de Bjelbo, dit Suède ancien); sur-le-tout, écartelé, aux 1 et 4 de gueules aux trois léopards d'or, armés et lampassés d'azur (d'Angleterre) : 2 d'or, au lion de gueules, armé et lampassé d'azur, dans un double trescheur fleuronné et contre-fleuronné du second (d'Écosse) ; 3 d'azur, à la harpe d'or, cordée d'argent (d'Irlande) ; le sur-le-tout, brisé d'un lambel d'argent à trois pendants, chargé en cœur d'une rose de gueules, les deux autres chargés d'une moucheture d'hermine de sable (de sa grand-mère la princesse Alice). Comme reine de Suède, de 1950 à 1965 : Écartelé à la croix pattée d'or, cantonnée, aux 1 et 4, d'azur à trois couronnes d'or (de Suède moderne) ; aux 2 et 3, d'azur à trois barres ondées d'argent, au lion couronné d'or, armé, denté et lampassé de gueules (de Bjelbo, dit Suède ancien); sur-le-tout, écartelé, aux 1 et 4, d'azur, au lion burelé d'argent et de gueules, armé, lampassé et couronné d'or (de Hesse), brisé d'une bordure componée d'argent et de gueules ; aux 2 et 3, d'argent, à deux pals de sable (de Battenberg) ; au point d'honneur, écartelé, aux 1 et 4 de gueules aux trois léopards d'or, armés et lampassés d'azur (d'Angleterre) : 2 d'or, au lion de gueules, armé et lampassé d'azur, dans un double trescheur fleuronné et contre-fleuronné du second (d'Écosse) ; 3 d'azur, à la harpe d'or, cordée d'argent (d'Irlande) ; l'écusson, brisé d'un lambel d'argent à trois pendants brochant, chargé en cœur d'une rose de gueules, les deux autres chargés d'une moucheture d'hermine de sable (de sa grand-mère la princesse Alice). |
|           |     | George de Battenberg (1896-1938), prince de Battenberg, 2e marquis de Milford Haven, frère cadet de la précédente. Écartelé, aux 1 et 4, d'azur, au lion burelé d'argent et de gueules, armé, lampassé et couronné d'or (de Hesse), brisé d'une bordure componée d'argent et de gueules ; aux 2 et 3, d'argent, à deux pals de sable (de Battenberg) ; au point d'honneur, écartelé, aux 1 et 4 de gueules aux trois léopards d'or, armés et lampassés d'azur (d'Angleterre) : 2 d'or, au lion de gueules, armé et lampassé d'azur, dans un double trescheur fleuronné et contre-fleuronné du second (d'Écosse) ; 3 d'azur, à la harpe d'or, cordée d'argent (d'Irlande) ; l'écusson, brisé d'un lambel d'argent à trois pendants brochant, chargé en cœur d'une rose de gueules, les deux autres chargés d'une moucheture d'hermine de sable (de sa grand-mère la princesse Alice). |
|           |     | Lord Louis Mountbatten (1900-1979), amiral de la flotte, comte Mountbatten de Birmanie (1947), commandant-en-chef des forces alliées en Asie du Sud-Est de 1943 à 1945, 45e en dernier vice-roi des Indes (1945-1947), « First Sea Lord » (1955-1959), chef d’état-major de la défense du Royaume-Uni (1959-1965) et président du comité militaire de l'OTAN (1960-1961), frère cadet des deux précédents. Écartelé, aux 1 et 4, d'azur, au lion burelé d'argent et de gueules, armé, lampassé et couronné d'or (de Hesse), brisé d'une bordure componée d'argent et de gueules ; aux 2 et 3, d'argent, à deux pals de sable (de Battenberg) ; au point d'honneur, écartelé, aux 1 et 4 de gueules aux trois léopards d'or, armés et lampassés d'azur (d'Angleterre) : 2 d'or, au lion de gueules, armé et lampassé d'azur, dans un double trescheur fleuronné et contre-fleuronné du second (d'Écosse) ; 3 d'azur, à la harpe d'or, cordée d'argent (d'Irlande) ; l'écusson, brisé d'un lambel d'argent à trois pendants brochant, chargé en cœur d'une rose de gueules, les deux autres chargés d'une moucheture d'hermine de sable (de sa grand-mère la princesse Alice). |
|           |     | Philip Mountbatten (1921-2021), de Battenberg puis Mountbatten, prince de Grèce et du Danemark), prince du Royaume-Uni avec le prédicat d’altesse royale, duc d'Édimbourg, comte de Merioneth, baron Greenwich, prince consort d'Élisabeth II, arrière-petit-fils de la princesse Alice-Maud-Mary du Royaume-Uni. - Depuis 1949 : Écartelé, au I d'or, à neuf cœurs de gueules, posés en trois pals, à trois lions léopardés d'azur, armés et lampassés de gueules, couronnés du champ (de Danemark) ; au II d'azur à la croix d'argent (de Grèce) ; au III d'argent à deux pals de sable (de Battenberg puis Mountbatten) ; au IV d'argent au château donjonné de trois pièces, maçonné d'argent et ouvert de gueules, posé sur un mont de un copeaux (d'Édimbourg). - Jusqu'en 1949 (blason considéré comme « insatisfaisant » dans l'après-guerre) : D'azur, à la croix alésée d'argent (de Grèce) ; sur-le-tout, écartelé : à la croix pattée d'argent bordée de gueules, de Dannebrog, cantonnée en I, d'or, à neuf cœurs de gueules, posés en trois pals, à trois lions léopardés d'azur, armés et lampassés de gueules, couronnés du champ, brochant sur-le-tout (de Danemark) ; en II, d'or, à deux lions léopardés d'azur, armés et lampassés de gueules (de Schleswig-Holstein) ; en III, coupé : 'A' d'azur, à trois couronnes d'or (de Suède) et 'B' coupé de gueules à une peau de morue d'argent tenue en pal par une traverse de sable, le tout couronné d'or et coupé d'azur à un bélier d'argent passant lampassé de gueules et armé d'or et d'azur à un ours polaire d'argent armé du premier ; en IV, coupé d'or au lion léopardé d'azur soutenu de neuf cœurs de gueules ordonnés 5 et 4 (des Goth) et de gueules au dragon d'or (des Vandales) ; sur-le-tout, écartelé, au 1 de gueules, à la feuille d'ortie d'argent (d'Holstein) au 2 de gueules, au cygne d'argent, becqué, membré et colleté d'une couronne d'or (de Stormarnn) ; au 3 de gueules, au cavalier armé d'argent (de Dithmarschen) ; au 4 de gueules à la tête de cheval coupée d'or (de Lauenbourg) ; sur-le-tout-du-tout parti d'or à deux fasces de gueules (d'Oldenbourg) et d'azur, à la croix pattée, au pied fiché d'or (de Delmenhorst) ; au franc-quartier, un écu écartelé, aux I et IV de gueules aux trois léopards d'or, armés et lampassés d'azur, en II d'or, au lion de gueules, armé et lampassé d'azur, dans un double trescheur fleuronné et contre-fleuronné du second et en III d'azur, à la harpe d'or, cordée d'argent, au lambel d'argent à trois pendants, chargé en cœur d'une rose de gueules et d'argent, les deux autres chargés d'une moucheture d'hermine de sable. |
|           |     | Alfred de Saxe-Cobourg-Gotha (1844 † 1900), duc d'Édimbourg puis duc de Saxe-Cobourg-Gotha, second fils de la reine Victoria. Écartelé, aux I et IV de gueules aux trois léopards d'or, armés et lampassés d'azur (d'Angleterre) ; au II d'or, au lion de gueules, armé et lampassé d'azur, dans un double trescheur fleuronné et contre-fleuronné du second (d'Écosse) ; au III d'azur, à la harpe d'or, cordée d'argent (d'Irlande) ; sur-le-tout, burelé de dix pièces d'or et de sable, au crancelin de sinople brochant en bande (de Saxe) ; le tout, brisé d'un lambel d'argent à trois pendants, celui en cœur chargé d'une croix de gueules, les deux autres chargés d'une ancre d'azur. Armoiries utilisées en Saxe : Burelé de dix pièces de sable et d'or au crancelin de sinople, brochant en bande (de Saxe) ; sur-le-tout écartelé, I et IV de gueules aux trois léopards d'or, armés et lampassés d'azur (d'Angleterre) ; au II d'or, au lion de gueules, armé et lampassé d'azur, dans un double trescheur fleuronné et contre-fleuronné du second (d'Écosse) ; au III d'azur, à la harpe d'or, cordée d'argent (d'Irlande) ; l'écusson, brisé d'un lambel d'argent à trois pendants, celui en cœur chargé d'une croix de gueules, les deux autres chargés d'une ancre d'azur. |
|           |     | Alfred d'Edimbourg (1874 † 1899), prince du Royaume-Uni et prince héréditaire de Saxe-Cobourg-Gotha, duc en Saxe, fils du précédent. Écartelé, aux I et IV de gueules aux trois léopards d'or, armés et lampassés d'azur (d'Angleterre) ; au II d'or, au lion de gueules, armé et lampassé d'azur, dans un double trescheur fleuronné et contre-fleuronné du second (d'Écosse) ; au III d'azur, à la harpe d'or, cordée d'argent (d'Irlande) ; sur-le-tout, burelé de dix pièces d'or et de sable, au crancelin de sinople brochant en bande (de Saxe) ; le tout, brisé d'un lambel d'argent à cinq pendants, le deuxième et le troisième chargés d'une ancre d'azur, les autres d'une croix de gueules. |
|           |     | Marie-Alexandra-Victoria d'Édimbourg (1875 † 1938), princesse du Royaume-Uni, reine de Roumanie, sœur du précédent. Écartelé, aux I et IV de gueules aux trois léopards d'or, armés et lampassés d'azur (d'Angleterre) ; au II d'or, au lion de gueules, armé et lampassé d'azur, dans un double trescheur fleuronné et contre-fleuronné du second (d'Écosse) ; au III d'azur, à la harpe d'or, cordée d'argent (d'Irlande) ; sur-le-tout, burelé de dix pièces d'or et de sable, au crancelin de sinople brochant en bande (de Saxe) ; le tout, brisé d'un lambel d'argent à cinq pendants, celui en cœur chargé d'une croix de gueules, ceux à dextre et sénestre chargés d'une ancre d'azur, les deux autres chargés d'une rose de gueules. |
|           |     | Victoria-Mélita d'Édimbourg (1876 † 1936), princesse du Royaume-Uni, femme du grand-duc Louis V de Hesse, puis du grand-duc Kyrill Vladimirovitch de Russie, sœur des précédents. Écartelé, aux I et IV de gueules aux trois léopards d'or, armés et lampassés d'azur (d'Angleterre) ; au II d'or, au lion de gueules, armé et lampassé d'azur, dans un double trescheur fleuronné et contre-fleuronné du second (d'Écosse) ; au III d'azur, à la harpe d'or, cordée d'argent (d'Irlande) ; sur-le-tout, burelé de dix pièces d'or et de sable, au crancelin de sinople brochant en bande (de Saxe) ; le tout, brisé d'un lambel d'argent à cinq pendants, celui en cœur chargé d'une croix de gueules, ceux à dextre et sénestre chargés d'un cœur aussi de gueules, les deux autres chargés d'une ancre d'azur. |
|           |     | Alexandra-Louise-Olga-Victoria d'Édimbourg (1878 † 1942), princesse du Royaume-Uni et de Saxe-Cobourg-Gotha, femme d'Ernest de Hohenlohe-Langenburg (1863 † 1950), sœur des précédents. Écartelé, aux I et IV de gueules aux trois léopards d'or, armés et lampassés d'azur (d'Angleterre) ; au II d'or, au lion de gueules, armé et lampassé d'azur, dans un double trescheur fleuronné et contre-fleuronné du second (d'Écosse) ; au III d'azur, à la harpe d'or, cordée d'argent (d'Irlande) ; sur-le-tout, burelé de dix pièces d'or et de sable, au crancelin de sinople brochant en bande (de Saxe) ; le tout, brisé d'un lambel d'argent à cinq pendants, celui en cœur chargé d'une croix de gueules, ceux à dextre et sénestre chargés d'une fleur de lis d'azur, les deux autres chargés d'une ancre aussi d'azur. |
|           |     | Béatrice d'Édimbourg (1884 † 1966), princesse du Royaume-Uni et de Saxe-Cobourg-Gotha, femme d(Alfonso de Orleans y Borbón, infant d'Espagne, duc de Galliera (1886 † 1975), sœur des précédents. Écartelé, aux I et IV de gueules aux trois léopards d'or, armés et lampassés d'azur (d'Angleterre) ; au II d'or, au lion de gueules, armé et lampassé d'azur, dans un double trescheur fleuronné et contre-fleuronné du second (d'Écosse) ; au III d'azur, à la harpe d'or, cordée d'argent (d'Irlande) ; sur-le-tout, burelé de dix pièces d'or et de sable, au crancelin de sinople brochant en bande (de Saxe) ; le tout, brisé d'un lambel d'argent à cinq pendants, celui en cœur chargé d'une croix de gueules, les autres chargés d'une ancre d'azur. En tant que Duchesse de Galliera: Parti : au I parti d'azur aux trois fleurs de lis d'or au lambel d'argent et d'azur aux trois fleurs de lys d'or à la bourdure de gueules ; au II burelé de dix pièces de sable et d'or au crancelin de sinople, brochant en bande (de Saxe), sur-le-tout écartelé, I et IV de gueules aux trois léopards d'or, armés et lampassés d'azur (d'Angleterre), au II d'or, au lion de gueules, armé et lampassé d'azur, dans un double trescheur fleuronné et contre-fleuronné du second (d'Écosse) ; au III d'azur, à la harpe d'or, cordée d'argent (d'Irlande), l'écusson, brisé d'un lambel à cinq pendants d'argent brochant, celui en cœur chargé d'une croix de gueules (dite de Saint Georges), les autres chargés d'une ancre d'azur. |
|           |     | Helena-Augusta-Victoria du Royaume-Uni (1846 † 1923), princesse de Holstein-Sonderbourg-Augustenbourg, femme de Christian de Schleswig-Holstein, fille de la reine Victoria. Écartelé, aux I et IV de gueules aux trois léopards d'or, armés et lampassés d'azur (d'Angleterre) ; au II d'or, au lion de gueules, armé et lampassé d'azur, dans un double trescheur fleuronné et contre-fleuronné du second (d'Écosse) ; au III d'azur, à la harpe d'or, cordée d'argent (d'Irlande) ; sur-le-tout, burelé de dix pièces d'or et de sable, au crancelin de sinople brochant en bande (de Saxe) ; le tout, brisé d'un lambel d'argent à trois pendants, celui en cœur chargé d'une croix de gueules, les deux autres chargés d'une rose de gueules. |
|           |     | Louise-Caroline-Alberta du Royaume-Uni (1848 † 1939), « princesse royale », femme de John Campbell, 9e duc d'Argyll, (1845 † 1914), fille de la reine Victoria. Écartelé, aux I et IV de gueules aux trois léopards d'or, armés et lampassés d'azur (d'Angleterre) ; au II d'or, au lion de gueules, armé et lampassé d'azur, dans un double trescheur fleuronné et contre-fleuronné du second (d'Écosse) ; au III d'azur, à la harpe d'or, cordée d'argent (d'Irlande) ; sur-le-tout, burelé de dix pièces d'or et de sable, au crancelin de sinople brochant en bande (de Saxe) ; le tout, brisé d'un lambel d'argent à trois pendants, celui en cœur chargé d'une rose de gueules, les deux autres chargés d'un canton de gueules. |
|           |     | Arthur, duc de Connaught et Strathearn (1850-1942), gouverneur-général du Canada, fils de la reine Victoria. Écartelé, aux I et IV de gueules aux trois léopards d'or, armés et lampassés d'azur (d'Angleterre) ; au II d'or, au lion de gueules, armé et lampassé d'azur, dans un double trescheur fleuronné et contre-fleuronné du second (d'Écosse) ; au III d'azur, à la harpe d'or, cordée d'argent (d'Irlande) ; sur-le-tout, burelé de dix pièces d'or et de sable, au crancelin de sinople brochant en bande (de Saxe) ; le tout, brisé d'un lambel d'argent à trois pendants, celui en cœur chargé d'une croix de gueules, les deux autres chargés d'une fleur de lis d'azur. Après 1917 : Écartelé, aux I et IV de gueules aux trois léopards d'or, armés et lampassés d'azur ; au II d'or, au lion de gueules, armé et lampassé d'azur, dans un double trescheur fleuronné et contre-fleuronné du second ; au III d'azur, à la harpe d'or, cordée d'argent ; le tout, brisé d'un lambel d'argent à trois pendants, celui en cœur chargé d'une croix de gueules, les deux autres chargés d'une fleur de lis d'azur. |
|           |     | Margaret-Victoria-Charlotte-Augusta-Norah de Connaught (1882 † 1920), princesse du Royaume-Uni, duchesse de Scanie, femme du futur Gustave VI Adolphe de Suède, fille du précédent. Écartelé, aux I et IV de gueules aux trois léopards d'or, armés et lampassés d'azur (d'Angleterre) ; au II d'or, au lion de gueules, armé et lampassé d'azur, dans un double trescheur fleuronné et contre-fleuronné du second (d'Écosse) ; au III d'azur, à la harpe d'or, cordée d'argent (d'Irlande) ; sur-le-tout, burelé de dix pièces d'or et de sable, au crancelin de sinople brochant en bande (de Saxe) ; le tout, brisé d'un lambel d'argent à cinq pendants, celui en cœur chargé d'une croix de gueules, ceux à dextre et sénestre chargés d'une fleur de lis d'azur, les autres chargés d'un trèfles de sinople. Duchesse de Scanie, de 1907 à 1920 : Écartelé à la croix pattée d'or, au pied chargé d'une tête d'aigle de gueules languée et couronnée du premier (de Scanie) et cantonnée, aux 1 et 4, d'azur à trois couronnes d'or (de Suède moderne) ; aux 2 et 3, d'azur à trois barres ondées d'argent, au lion couronné d'or, armé, denté et lampassé de gueules (de Bjelbo, dit Suède ancien); sur-le-tout des précédentes. |
|           |     | Arthur-Frederick-Patrick-Albert de Connaught (1883 † 1938), frère de la précédente. Écartelé, aux I et IV de gueules aux trois léopards d'or, armés et lampassés d'azur (d'Angleterre) ; au II d'or, au lion de gueules, armé et lampassé d'azur, dans un double trescheur fleuronné et contre-fleuronné du second (d'Écosse) ; au III d'azur, à la harpe d'or, cordée d'argent (d'Irlande) ; sur-le-tout, burelé de dix pièces d'or et de sable, au crancelin de sinople brochant en bande (de Saxe) ; le tout, brisé d'un lambel d'argent à cinq pendants, ceux en cœur, à dextre et sénestre chargés d'une croix de gueules, les autres chargés d'une fleur de lis d'azur. |
|           |     | Alastair de Connaught (1914 † 1943), « comte de Macduff », par courtoisie, puis 2e duc de Connaught et Strathearn, fils du précédent. Écartelé, aux I et IV contre-écartelé, aux 1 et 4 de gueules aux trois léopards d'or, armés et lampassés d'azur (d'Angleterre) ; au 2 d'or, au lion de gueules, armé et lampassé d'azur, dans un double trescheur fleuronné et contre-fleuronné du second (d'Écosse) ; au 3 d'azur, à la harpe d'or, cordée d'argent (d'Irlande) ; sur-le-tout, burelé de dix pièces d'or et de sable, au crancelin de sinople brochant en bande (de Saxe) ; le tout, brisé d'un lambel d'argent à trois pendants, celui en cœur chargé d'une croix de gueules, les deux autres chargés d'une fleur de lis d'azur ; au II, d'or, au lion de gueules, armé et lampassé d'azur (de Fife) ; au III, de sinople à une fasce vivrée d'hermine, accompagnée en chef d'un rencontre de cerf d'or et en pointe de deux coquilles du même, à la bordure échiquetée du dernier et du premier (de Duff). Alias : Écartelé, aux I et IV contre-écartelé, aux 1 et 4 de gueules aux trois léopards d'or, armés et lampassés d'azur (d'Angleterre) ; au 2 d'or, au lion de gueules, armé et lampassé d'azur, dans un double trescheur fleuronné et contre-fleuronné du second (d'Écosse) ; au 3 d'azur, à la harpe d'or, cordée d'argent (d'Irlande) ; le tout, brisé d'un lambel d'argent à trois pendants, celui en cœur chargé d'une croix de gueules, les deux autres chargés d'une fleur de lis d'azur ; aux II et III, contre-écartelé, aux 1 et 4, d'or, au lion de gueules, armé et lampassé d'azur (de Fife) ; aux 2 et 3, de sinople à une fasce vivrée d'hermine, accompagnée en chef d'un rencontre de cerf d'or et en pointe de deux coquilles du même, à la bordure échiquetée du dernier et du premier (de Duff). |
|           |     | Victoria-Patricia de Connaught (1886 † 1974), princesse du Royaume-Uni, femme de l'amiral Alexander Ramsay, fille d'Athur, 1er duc de Connaught. Écartelé, aux I et IV de gueules aux trois léopards d'or, armés et lampassés d'azur (d'Angleterre) ; au II d'or, au lion de gueules, armé et lampassé d'azur, dans un double trescheur fleuronné et contre-fleuronné du second (d'Écosse) ; au III d'azur, à la harpe d'or, cordée d'argent (d'Irlande) ; le tout, brisé d'un lambel d'argent à cinq pendants, ceux à dextre et sénèstre chargés d'une croix de gueules, les autres chargés d'une fleur de lis d'azur. |
|           |     | Prince Leopold du Royaume-Uni (1853 † 1884), duc d'Albany, fils de la reine Victoria. Écartelé, aux I et IV de gueules aux trois léopards d'or, armés et lampassés d'azur (d'Angleterre) ; au II d'or, au lion de gueules, armé et lampassé d'azur, dans un double trescheur fleuronné et contre-fleuronné du second (d'Écosse) ; au III d'azur, à la harpe d'or, cordée d'argent (d'Irlande) ; sur-le-tout, burelé de dix pièces d'or et de sable, au crancelin de sinople brochant en bande (de Saxe) ; le tout, brisé d'un lambel d'argent à trois pendants, celui en cœur chargé d'une croix de gueules, les deux autres chargés d'un cœur de gueules. |
|           |     | Alice-Mary-Victoria-Augusta-Pauline d'Albany (1883 † 1981), femme d'Alexandre de Teck, devenu en 1917 Alexander Cambridge, comte d'Athlone. Fille du précédent. Écartelé, aux I et IV de gueules aux trois léopards d'or, armés et lampassés d'azur (d'Angleterre) ; au II d'or, au lion de gueules, armé et lampassé d'azur, dans un double trescheur fleuronné et contre-fleuronné du second (d'Écosse) ; au III d'azur, à la harpe d'or, cordée d'argent (d'Irlande) ; sur-le-tout, burelé de dix pièces d'or et de sable, au crancelin de sinople brochant en bande (de Saxe) ; le tout, brisé d'un lambel d'argent à cinq pendants, celui en cœur chargé d'une croix de gueules, les autres chargés d'un cœur de gueules. |
|           |     | Charles-Édouard de Saxe-Cobourg et Gotha et d'Albany (1884 † 1954), 2e duc d'Albany, et duc de Saxe-Cobourg-Gotha. Frère de la précédente. Écartelé : I, d'azur au lion burelé d'argent et de gueules, couronné d'or (de Thuringe) ; II, d'or, au lion de sable, armé et lampassé de gueules (de Misnie) ; III, d'or, à une poule de sable, crêtée, becquée et membrée de gueules, posée sur un mont de sinople, issant de la pointe de l'écu (de Henneberg) ; IV, de sable, au lion d'or, armé, lampassé et couronné de gueules (de Vogtland) ; sur-le-tout, burelé de sable et d'or, au crancelin de sinople, brochant en bande sur-le-tout (de Saxe) ; le tout, brisé d'un lambel d'argent à trois pendants, celui en cœur chargé d'une croix de gueules, les deux autres chargés d'un cœur de gueules. En tant que duc d'Albany, il portait: Burelé de dix pièces de sable et d'or au crancelin de sinople, brochant en bande (de Saxe) ; sur-le-tout écartelé, I et IV de gueules aux trois léopards d'or, armés et lampassés d'azur (d'Angleterre) ; au II d'or, au lion de gueules, armé et lampassé d'azur, dans un double trescheur fleuronné et contre-fleuronné du second (d'Écosse) ; au III d'azur, à la harpe d'or, cordée d'argent (d'Irlande) ; l'écusson brisé d'un lambel d'argent à trois pendants, celui en cœur chargé d'une croix de gueules. |
|           |     | Beatrice-Mary-Victoria-Feodore du Royaume-Uni (1857 † 1944), princesse du Royaume-Uni, dernière fille de la reine Victoria. Elle se marie avec son neveu par alliance, Henri de Battenberg. Écartelé, aux I et IV de gueules aux trois léopards d'or, armés et lampassés d'azur (d'Angleterre) ; au II d'or, au lion de gueules, armé et lampassé d'azur, dans un double trescheur fleuronné et contre-fleuronné du second (d'Écosse) ; au III d'azur, à la harpe d'or, cordée d'argent (d'Irlande) ; sur-le-tout, burelé de dix pièces d'or et de sable, au crancelin de sinople brochant en bande de Saxe) ; le tout, brisé d'un lambel d'argent à trois pendants, celui en cœur chargé d'un cœur de gueules, les deux autres chargés d'une rose de gueules. |
|           |     | Alexandre de Battenberg (1886-1960), fils de la précédente. Comme prince de Battenberg : Écartelé, aux I et IV, contre-écartelé, en 1 et 4, de gueules aux trois léopards d'or, armés et lampassés d'azur (d'Angleterre) ; au 2 d'or, au lion de gueules, armé et lampassé d'azur, dans un double trescheur fleuronné et contre-fleuronné du second (d'Écosse) ; au 3 d'azur, à la harpe d'or, cordée d'argent (d'Irlande) ; sur-le-tout burelé de dix pièces d'or et de sable au crancelin de sinople, brochant en bande (de Saxe) ; le tout, brisé d'un lambel d'argent à trois pendants, celui en cœur chargé d'un cœur de gueules, les deux autres chargés d'une rose de gueules ; aux II et III, contre-écartelé, aux 1 et 4, au lion burelé d'argent et de gueules, armé, lampassé et couronné d'or (de Hesse), brisé d'une bordure componée d'argent et de gueules ; aux 2 et 3 d'argent, à deux pals de sable (de Battenberg). Le 7 novembre 1917, il anglicise son nom en « Mountbatten » et devient 1er marquis de Carisbrooke : Écartelé, aux I et IV, contre-écartelé, en 1 et 4, de gueules aux trois léopards d'or, armés et lampassés d'azur (d'Angleterre) ; au 2 d'or, au lion de gueules, armé et lampassé d'azur, dans un double trescheur fleuronné et contre-fleuronné du second (d'Écosse) ; au 3 d'azur, à la harpe d'or, cordée d'argent (d'Irlande) ; le tout, brisé d'un lambel d'argent à trois pendants, celui en cœur chargé d'un cœur de gueules, les deux autres chargés d'une rose de gueules ; aux II et III, contre-écartelé, aux 1 et 4, au lion burelé d'argent et de gueules, armé, lampassé et couronné d'or (de Hesse), brisé d'une bordure componée d'argent et de gueules ; aux 2 et 3 d'argent, à deux pals de sable (de Battenberg). |
|           |     | Victoire-Eugénie de Battenberg (1887-1969), reine d'Espagne (1906–1931), par son mariage avec Alphonse XIII d'Espagne. Elle est la sœur du précédent. Avant 1906 : Écartelé, en 1 et 4, au lion burelé d'argent et de gueules, armé, lampassé et couronné d'or (de Hesse), brisé d'une bordure componée d'argent et de gueules ; aux 2 et 3 d'argent, à deux pals de sable (de Battenberg) ; le tout augmenté d'une bordure d'or semée de léopards d'or, armés et lampassés d'azur (d'Angleterre). En 1906, les Battenberg reçoivent le prédicat d'altesse royale et des armoiries au Royaume-Uni : Écartelé, aux I et IV, de gueules aux trois léopards d'or, armés et lampassés d'azur (d'Angleterre) ; au II d'or, au lion de gueules, armé et lampassé d'azur, dans un double trescheur fleuronné et contre-fleuronné du second (d'Écosse) ; au III d'azur, à la harpe d'or, cordée d'argent (d'Irlande) ; le tout, brisé d'un lambel d'argent à trois pendants, celui en cœur chargé d'un cœur de gueules, les deux autres chargés d'une rose de gueules ; sur-le-tout écartelé, en 1 et 4, au lion burelé d'argent et de gueules, armé, lampassé et couronné d'or (de Hesse) ; l'écusson augmenté d'une bordure d'or semée de léopards d'or, armés et lampasés d'azur (d'Angleterre). Comme reine d'Espagne (1906) : Parti, au I, écartelé, aux 1 et 4, de gueules au château d'or ouvert et ajouré d'azur (de Castille) ; aux 2 et 3, d'argent au lion de gueules armé, lampassé et couronné d'or (de León) ; enté en pointe d'argent à une pomme grenade de gueules, tigée et feuilleté de sinople (de Grenade) ; sur-le-tout d'azur aux trois fleurs de lys d'or (de France) ; en II, des armes de 1906, comme dessus. |
|           |     | Léopold de Battenberg (1889-1922), frère des précédents. Il anglicise son nom en « Mountbatten » en 1917. Écartelé, aux I et IV, contre-écartelé, en 1 et 4, de gueules aux trois léopards d'or, armés et lampassés d'azur (d'Angleterre) ; au 2 d'or, au lion de gueules, armé et lampassé d'azur, dans un double trescheur fleuronné et contre-fleuronné du second (d'Écosse) ; au 3 d'azur, à la harpe d'or, cordée d'argent (d'Irlande) ; sur-le-tout burelé de dix pièces de sable et d'or au crancelin de sinople, brochant en bande (de Saxe) ; le tout, brisé d'un lambel d'argent à trois pendants, celui en cœur chargé d'un cœur de gueules, les deux autres chargés d'une rose de gueules ; aux II et III, contre-écartelé, aux 1 et 4, au lion burelé d'argent et de gueules, armé, lampassé et couronné d'or (de Hesse), brisé d'une bordure componée d'argent et de gueules ; aux 2 et 3 d'argent, à deux pals de sable (de Battenberg). Après 1917, en tant que « Léopold Mountbatten » : Écartelé, aux I et IV, contre-écartelé, en 1 et 4, de gueules aux trois léopards d'or, armés et lampassés d'azur (d'Angleterre) ; au 2 d'or, au lion de gueules, armé et lampassé d'azur, dans un double trescheur fleuronné et contre-fleuronné du second (d'Écosse) ; au 3 d'azur, à la harpe d'or, cordée d'argent (d'Irlande) ; le tout, brisé d'un lambel d'argent à trois pendants, celui en cœur chargé d'un cœur de gueules, les deux autres chargés d'une rose de gueules ; aux II et III, contre-écartelé, en 1 et 4, au lion burelé d'argent et de gueules, armé, lampassé et couronné d'or (de Hesse), brisé d'une bordure componée d'argent et de gueules ; aux 2 et 3 d'argent, à deux pals de sable (de Battenberg); le tout, brisé d'un croissant d'or. |
|           |     | Maurice de Battenberg (1891-1914), frère des précédents. Écartelé, aux I et IV, contre-écartelé, en 1 et 4, de gueules aux trois léopards d'or, armés et lampassés d'azur (d'Angleterre) ; au 2 d'or, au lion de gueules, armé et lampassé d'azur, dans un double trescheur fleuronné et contre-fleuronné du second (d'Écosse) ; au 3 d'azur, à la harpe d'or, cordée d'argent (d'Irlande) ; sur-le-tout burelé de dix pièces de sable et d'or au crancelin de sinople, brochant en bande (de Saxe) ; le tout, brisé d'un lambel d'argent à trois pendants, celui en cœur chargé d'un cœur de gueules, les deux autres chargés d'une rose de gueules ; aux II et III, contre-écartelé, aux 1 et 4, au lion burelé d'argent et de gueules, armé, lampassé et couronné d'or (de Hesse), brisé d'une bordure componée d'argent et de gueules ; aux 2 et 3 d'argent, à deux pals de sable (de Battenberg). |

## Maison de Hanovre

### Les descendants duroi George IV
| Armoiries | Écu | Nom et blasonnement |
|           |     | Princesse Charlotte-Augusta (1796-1817), princesse du Royaume-Uni, fille de George IV, première femme de Léopold de Saxe-Cobourg-Gotha (élu roi des Belges en 1831). Écartelé, aux 1 et 4, de gueules aux trois léopards d'or, armés et lampassés d'azur (d'Angleterre) ; au 2, d'or, au lion de gueules, armé et lampassé d'azur, dans un double trescheur fleuronné et contre-fleuronné du second (d'Écosse) ; au 3, d'azur, à la harpe d'or, cordée d'argent (d'Irlande) ; sur-le-tout, tiercé en pairle renversé, au 1, de gueules, à deux léopards d'or (de Brunswick) ; au 2, d'or, semé de cœurs de gueules, au lion d'azur, armé et lampassé du deuxième brochant (de Lunebourg) ; au 3, de gueules, au cheval cabré d'argent, harnaché d'or (de Westphalie) ; le tout, brisé d'un lambel d'argent à trois pendants, chargé en cœur d'une rose de gueules. |
|           |     | Léopold-Georges-Christian-Frédéric de Saxe-Cobourg-Saalfeld (1790 † 1865), prince de Saxe-Cobourg-Gotha et duc de Saxe, élu en 1831 Léopold I, roi des Belges. Écartelé, aux I et IV, contre-écartelé, aux 1 et 4 de gueules aux trois léopards d'or, armés et lampassés d'azur (d'Angleterre) ; au 2 d'or, au lion de gueules, armé et lampassé d'azur, dans un double trescheur fleuronné et contre-fleuronné du second (d'Écosse) ; au 3 d'azur, à la harpe d'or, cordée d'argent (d'Irlande) ; sur-le-tout, tiercé en pairle renversé, au 1, de gueules, à deux léopards d'or (de Brunswick) ; au 2, d'or, semé de cœurs de gueules, au lion d'azur, armé et lampassé du deuxième brochant (de Lunebourg) ; au 3, de gueules, au cheval cabré d'argent, harnaché d'or (de Westphalie) ; le tout, brisé d'un lambel d'argent à cinq pendants, le troisième chargé d'une rose de gueules ; aux II et III, burelés de dix pièces de sable et d'or au crancelin de sinople, brochant en bande(de Saxe). Devenu roi des Belges, il ajoute à ces armes le lion de Brabant. |

### Les descendants du roiGeorge III
| Armoiries | Écu | Nom et blasonnement |
|           |     | Frédéric de Grande-Bretagne (1763-1827), prince du Royaume-Uni, fils de George III, duc d'York et d'Albany. Prince de Grande-Bretagne et d'Irlande (avant 1801) : Écartelé, au 1, parti, au I de gueules aux trois léopards d'or, armés et lampassés d'azur (d'Angleterre) ; au II d'or, au lion de gueules, armé et lampassé d'azur, dans un double trescheur fleuronné et contre-fleuronné du second (d'Écosse) ; au 2, d'azur aux trois fleurs de lis d'or (de France moderne) ; au 3, d'azur, à la harpe d'or, cordée d'argent (d'Irlande) ; et au 4, tiercé en pairle renversé, au I, de gueules, à deux léopards d'or (de Brunswick) ; au II, d'or, semé de cœurs de gueules, au lion d'azur, armé et lampassé du deuxième, brochant surtout ; au III, de gueules, au cheval cabré d'argent, harnaché d'or (de Westphalie) ; le tout, brisé d'un lambel d'argent à trois pendants, chargé en cœur d'une croix de gueules. Prince du Royaume-Uni (après 1801) : Écartelé, I et IV de gueules aux trois léopards d'or, armés et lampassés d'azur (d'Angleterre) ; au II d'or, au lion de gueules, armé et lampassé d'azur, dans un double trescheur fleuronné et contre-fleuronné du second (d'Écosse) ; au III d'azur, à la harpe d'or, cordée d'argent (d'Irlande) ; sur-le-tout, tiercé en pairle renversé, 1, de gueules, à deux léopards d'or (de Brunswick) ; 2, d'or, semé de cœurs de gueules, au lion d'azur, armé et lampassé du deuxième brochant (de Lunebourg) ; 3, de gueules, au cheval cabré d'argent, harnaché d'or (de Westphalie) ; le tout, brisé d'un lambel d'argent à trois pendants, chargé en cœur d'une croix de gueules. |
|           |     | Guillaume-Henri de Grande-Bretagne (1765-1837), prince du Royaume-Uni, fils de George III, comte de Munster (en), duc de Clarence et de Saint-Andrews en 1789. Devient roi en 1830 sous le nom de Guillaume IV (« le roi-marin »). Prince de Grande-Bretagne et d'Irlande (avant 1801) : Écartelé, en I parti: en 1 de gueules aux trois léopards d'or, armés et lampassés d'azur (d'Angleterre) ; en 2 d'or, au lion de gueules, armé et lampassé d'azur, dans un double trescheur fleuronné et contre-fleuronné du second (d'Écosse) ; en II d'azur aux trois fleurs de lis d'or (de France moderne) ; en III d'azur, à la harpe d'or, cordée d'argent (d'Irlande) ; et IV tiercé en pairle renversé, 1, de gueules, à deux léopards d'or (de Brunswick) ; 2, d'or, semé de cœurs de gueules, au lion d'azur, armé et lampassé du deuxième brochant (de Lunebourg) ; 3, de gueules, au cheval cabré d'argent, harnaché d'or (de Westphalie) ; le tout, brisé d'un lambel d'argent à trois pendants, chargé en cœur d'une croix de gueules et les autres d'une ancre azur. Prince du Royaume-Uni (après 1801) : Écartelé, aux 1 et 4, de gueules aux trois léopards d'or, armés et lampassés d'azur (d'Angleterre) ; au 2, d'or, au lion de gueules, armé et lampassé d'azur, dans un double trescheur fleuronné et contre-fleuronné du second (d'Écosse) ; au 3, d'azur, à la harpe d'or, cordée d'argent (d'Irlande) ; sur-le-tout, tiercé en pairle renversé, I, de gueules, à deux léopards d'or (de Brunswick) ; II, d'or, semé de cœurs de gueules, au lion d'azur, armé et lampassé du deuxième, brochant sur-le-tout ; III, de gueules, au cheval cabré d'argent, harnaché d'or (de Westphalie) ; le tout, brisé d'un lambel d'argent à trois pendants, chargé en cœur d'une croix de gueules et les deux autres une ancre d'azur. |
|           |     | Charlotte-Auguste-Mathilde de Grande-Bretagne (1766-1828), « la princesse royale », fille de George III, reine de Wurtemberg. Écartelé, en I parti: en 1 de gueules aux trois léopards d'or, armés et lampassés d'azur (d'Angleterre) ; en 2 d'or, au lion de gueules, armé et lampassé d'azur, dans un double trescheur fleuronné et contre-fleuronné du second (d'Écosse) ; en II d'azur aux trois fleurs de lis d'or (de France moderne) ; en III d'azur, à la harpe d'or, cordée d'argent (d'Irlande) ; et IV tiercé en pairle renversé, 1, de gueules, à deux léopards d'or (de Brunswick) ; 2, d'or, semé de cœurs de gueules, au lion d'azur, armé et lampassé du deuxième brochant (de Lunebourg) ; 3, de gueules, au cheval cabré d'argent, harnaché d'or (de Westphalie) ; le tout, brisé d'un lambel d'argent à trois pendants, chargé en cœur d’une rose de gueules, les autres d’une croix de gueules. |
|           |     | Édouard-Auguste de Grande-Bretagne (1767-1820), prince du Royaume-Uni, fils de George III, duc de Kent et Strathearn en 1799, père de la reine Victoria. Prince de Grande-Bretagne et d'Irlande (avant 1801) : Écartelé, en I parti: en 1 de gueules aux trois léopards d'or, armés et lampassés d'azur (d'Angleterre) ; en 2 d'or, au lion de gueules, armé et lampassé d'azur, dans un double trescheur fleuronné et contre-fleuronné du second (d'Écosse) ; en II d'azur aux trois fleurs de lis d'or (de France moderne) ; en III d'azur, à la harpe d'or, cordée d'argent (d'Irlande) ; et IV tiercé en pairle renversé, 1, de gueules, à deux léopards d'or (de Brunswick) ; 2, d'or, semé de cœurs de gueules, au lion d'azur, armé et lampassé du deuxième brochant (de Lunebourg) ; 3, de gueules, au cheval cabré d'argent, harnaché d'or (de Westphalie) ; le tout, brisé d'un lambel d'argent à trois pendants, chargé en cœur d'une croix de gueules et les deux autres une fleur de lis azur. Prince du Royaume-Uni (après 1801) : Écartelé, I et IV de gueules aux trois léopards d'or, armés et lampassés d'azur (d'Angleterre) ; au II d'or, au lion de gueules, armé et lampassé d'azur, dans un double trescheur fleuronné et contre-fleuronné du second (d'Écosse) ; au III d'azur, à la harpe d'or, cordée d'argent (d'Irlande) ; sur-le-tout, tiercé en pairle renversé, 1, de gueules, à deux léopards d'or (de Brunswick) ; 2, d'or, semé de cœurs de gueules, au lion d'azur, armé et lampassé du deuxième brochant (de Lunebourg) ; 3, de gueules, au cheval cabré d'argent, harnaché d'or (de Westphalie) ; le tout, brisé d'un lambel d'argent à trois pendants, chargé en cœur chargé d'une croix de gueules et les deux autres une fleur de lis d'azur. |
|           |     | Victoire de Saxe-Cobourg-Saalfeld (1786-1861), princesse de Saxe-Cobourg-Saafeld, femme du précédent, mère de la reine Victoria. Écartelé : I, d'azur au lion burelé d'argent et de gueules, couronné d'or (de Thuringe) ; II, d'or, au lion de sable, armé et lampassé de gueules (de Misnie) ; III, d'or, à une poule de sable, crêtée, becquée et membrée de gueules, posée sur un mont de sinople, issant de la pointe de l'écu (de Henneberg (de)) ; IV, de sable, au lion d'or, armé, lampassé et couronné de gueules (de Vogtland) ; sur-le-tout, burelé de sable et d'or, au crancelin de sinople, brochant en bande (de Saxe). |
|           |     | Augusta-Sophie de Grande-Bretagne (1768-1840), princesse du Royaume-Uni, fille de George III, Princesse de Grande-Bretagne et d'Irlande (avant 1801) : Écartelé, en I parti: en 1 de gueules aux trois léopards d'or, armés et lampassés d'azur (d'Angleterre) ; en 2 d'or, au lion de gueules, armé et lampassé d'azur, dans un double trescheur fleuronné et contre-fleuronné du second (d'Écosse) ; en II d'azur aux trois fleurs de lis d'or (de France moderne) ; en III d'azur, à la harpe d'or, cordée d'argent (d'Irlande) ; et IV tiercé en pairle renversé, 1, de gueules, à deux léopards d'or (de Brunswick) ; 2, d'or, semé de cœurs de gueules, au lion d'azur, armé et lampassé du deuxième brochant (de Lunebourg) ; 3, de gueules, au cheval cabré d'argent, harnaché d'or (de Westphalie) ; le tout, brisé d'un lambel d'argent à trois pendants, chargé en cœur d'un rose et les deux autres d'une moucheture d'hermine de sable. Princesse du Royaume-Uni (après 1801) : Écartelé, I et IV de gueules aux trois léopards d'or, armés et lampassés d'azur (d'Angleterre) ; au II d'or, au lion de gueules, armé et lampassé d'azur, dans un double trescheur fleuronné et contre-fleuronné du second (d'Écosse) ; au III d'azur, à la harpe d'or, cordée d'argent (d'Irlande) ; sur-le-tout, tiercé en pairle renversé, 1, de gueules, à deux léopards d'or (de Brunswick) ; 2, d'or, semé de cœurs de gueules, au lion d'azur, armé et lampassé du deuxième brochant (de Lunebourg) ; 3, de gueules, au cheval cabré d'argent, harnaché d'or (de Westphalie) ; le tout, brisé d'un lambel d'argent à trois pendants, chargé en cœur d'un rose et les deux autres d'une moucheture d'hermine de sable. |
|           |     | Élisabeth de Grande-Bretagne (1770-1840), princesse du Royaume-Uni, fille de George III, landgravine de Hesse-Hombourg. Princesse de Grande-Bretagne et d'Irlande (avant 1801) : Écartelé, en I parti: en 1 de gueules aux trois léopards d'or, armés et lampassés d'azur (d'Angleterre) ; en 2 d'or, au lion de gueules, armé et lampassé d'azur, dans un double trescheur fleuronné et contre-fleuronné du second (d'Écosse) ; en II d'azur aux trois fleurs de lis d'or (de France moderne) ; en III d'azur, à la harpe d'or, cordée d'argent (d'Irlande) ; et IV tiercé en pairle renversé, 1, de gueules, à deux léopards d'or (de Brunswick) ; 2, d'or, semé de cœurs de gueules, au lion d'azur, armé et lampassé du deuxième brochant (de Lunebourg) ; 3, de gueules, au cheval cabré d'argent, harnaché d'or (de Westphalie) ; le tout, brisé d'un lambel d'argent à trois pendants, chargé en cœur d'une croix de gueules, et les deux autres d'un rose de gueules. Princesse du Royaume-Uni (après 1801) : Écartelé, I et IV de gueules aux trois léopards d'or, armés et lampassés d'azur (d'Angleterre) ; au II d'or, au lion de gueules, armé et lampassé d'azur, dans un double trescheur fleuronné et contre-fleuronné du second (d'Écosse) ; au III d'azur, à la harpe d'or, cordée d'argent (d'Irlande) ; sur-le-tout, tiercé en pairle renversé, 1, de gueules, à deux léopards d'or (de Brunswick) ; 2, d'or, semé de cœurs de gueules, au lion d'azur, armé et lampassé du deuxième brochant (de Lunebourg) ; 3, de gueules, au cheval cabré d'argent, harnaché d'or (de Westphalie) ; le tout, brisé d'un lambel d'argent à trois pendants, chargé en cœur d'une croix de gueules, et les deux autres d'un rose de gueules. |
|           |     | Ernest-Auguste de Grande-Bretagne (1771-1851), prince du Royaume-Uni, fils de George III, duc de Cumberland et Teviotdale, comte d'Armagh en 1799. Après 1837, roi de Hanovre. Prince de Grande-Bretagne et d'Irlande (avant 1801) : Écartelé, en I parti: en 1 de gueules aux trois léopards d'or, armés et lampassés d'azur (d'Angleterre) ; en 2 d'or, au lion de gueules, armé et lampassé d'azur, dans un double trescheur fleuronné et contre-fleuronné du second (d'Écosse) ; en II d'azur aux trois fleurs de lis d'or (de France moderne) ; en III d'azur, à la harpe d'or, cordée d'argent (d'Irlande) ; et IV tiercé en pairle renversé, 1, de gueules, à deux léopards d'or (de Brunswick) ; 2, d'or, semé de cœurs de gueules, au lion d'azur, armé et lampassé du deuxième brochant (de Lunebourg) ; 3, de gueules, au cheval cabré d'argent, harnaché d'or (de Westphalie) ; le tout, brisé d'un lambel d'argent à trois pendants, chargé en cœur d'une leur de lis d'azur et les autres à la croix de gueules. Prince du Royaume-Uni (après 1801) : Écartelé, I et IV de gueules aux trois léopards d'or, armés et lampassés d'azur (d'Angleterre) ; au II d'or, au lion de gueules, armé et lampassé d'azur, dans un double trescheur fleuronné et contre-fleuronné du second (d'Écosse) ; au III d'azur, à la harpe d'or, cordée d'argent (d'Irlande) ; sur-le-tout, tiercé en pairle renversé, 1, de gueules, à deux léopards d'or (de Brunswick) ; 2, d'or, semé de cœurs de gueules, au lion d'azur, armé et lampassé du deuxième brochant (de Lunebourg) ; 3, de gueules, au cheval cabré d'argent, harnaché d'or (de Westphalie) ; le tout, brisé d'un lambel d'argent à trois pendants, chargé en cœur d'une fleur de lis d'azur et les autres à la croix de gueules. Après 1837, comme roi de Hanovre : Écartelé, I et IV de gueules aux trois léopards d'or, armés et lampassés d'azur (d'Angleterre) ; au II d'or, au lion de gueules, armé et lampassé d'azur, dans un double trescheur fleuronné et contre-fleuronné du second (d'Écosse) ; au III d'azur, à la harpe d'or, cordée d'argent (d'Irlande) ; sur-le-tout, tiercé en pairle renversé, 1, de gueules, à deux léopards d'or (de Brunswick) ; 2, d'or, semé de cœurs de gueules, au lion d'azur, armé et lampassé du deuxième brochant (de Lunebourg) ; 3, de gueules, au cheval cabré d'argent, harnaché d'or (de Westphalie) ; sur-le-tout-du-tout de gueules à la couronne de Charlemagne d'or. Armoiries portées par ses successeurs rois puis prétendants au trône de Hanovre. - Georges V (1819-1878), roi de Hanovre, 2e duc de Cumberland et Teviotdale, - Ernest-Auguste II (1845-1923), prétendant au trône de Hanovre, 3e duc de Cumberland et Teviotdale, - Ernest-Auguste III (1887-1953), prétendant au trône de Hanovre, duc de Brunswick (1913-1918). - Ernest-Auguste IV (1914-1987), prétendant au trône de Hanovre, - Ernest-Auguste V (né 1954), prétendant au trône de Hanovre. |
|           |     | Auguste-Frédéric de Grande-Bretagne (1773-1843), prince du Royaume-Uni, fils de George III, duc de Sussex, comte d'Inverness et baron Arklow en 1801. Prince de Grande-Bretagne et d'Irlande (avant 1801) : Écartelé, en I parti: en 1 de gueules aux trois léopards d'or, armés et lampassés d'azur (d'Angleterre) ; en 2 d'or, au lion de gueules, armé et lampassé d'azur, dans un double trescheur fleuronné et contre-fleuronné du second (d'Écosse) ; en II d'azur aux trois fleurs de lis d'or (de France moderne) ; en III d'azur, à la harpe d'or, cordée d'argent (d'Irlande) ; et IV tiercé en pairle renversé, 1, de gueules, à deux léopards d'or (de Brunswick) ; 2, d'or, semé de cœurs de gueules, au lion d'azur, armé et lampassé du deuxième brochant (de Lunebourg) ; 3, de gueules, au cheval cabré d'argent, harnaché d'or (de Westphalie) ; le tout, brisé d'un lambel d'argent à trois pendants, chargé en cœur de deux cœurs de gueules et les deux autres une croix de gueules. Prince du Royaume-Uni (après 1801) : Écartelé, I et IV de gueules aux trois léopards d'or, armés et lampassés d'azur (d'Angleterre) ; au II d'or, au lion de gueules, armé et lampassé d'azur, dans un double trescheur fleuronné et contre-fleuronné du second (d'Écosse) ; au III d'azur, à la harpe d'or, cordée d'argent (d'Irlande) ; sur-le-tout, tiercé en pairle renversé, 1, de gueules, à deux léopards d'or (de Brunswick) ; 2, d'or, semé de cœurs de gueules, au lion d'azur, armé et lampassé du deuxième brochant (de Lunebourg) ; 3, de gueules, au cheval cabré d'argent, harnaché d'or (de Westphalie) ; le tout, brisé d'un lambel d'argent à trois pendants, chargé en cœur de deux cœurs de gueules et les deux autres une croix de gueules. |
|           |     | Adolphe-Frédéric de Grande-Bretagne (1774-1850), prince du Royaume-Uni, fils de George III, duc de Cambridge et comte de Tipperary et baron Culloden en 1801. Prince de Grande-Bretagne et d'Irlande (avant 1801) : Écartelé, en I parti: en 1 de gueules aux trois léopards d'or, armés et lampassés d'azur (d'Angleterre) ; en 2 d'or, au lion de gueules, armé et lampassé d'azur, dans un double trescheur fleuronné et contre-fleuronné du second (d'Écosse) ; en II d'azur aux trois fleurs de lis d'or (de France moderne) ; en III d'azur, à la harpe d'or, cordée d'argent (d'Irlande) ; et IV tiercé en pairle renversé, 1, de gueules, à deux léopards d'or (de Brunswick) ; 2, d'or, semé de cœurs de gueules, au lion d'azur, armé et lampassé du deuxième brochant (de Lunebourg) ; 3, de gueules, au cheval cabré d'argent, harnaché d'or (de Westphalie) ; le tout, brisé d'un lambel d'argent à trois pendants, chargé en cœur d'une croix de gueules et les deux autres deux cœurs de gueules. Prince du Royaume-Uni (après 1801) : Écartelé, I et IV de gueules aux trois léopards d'or, armés et lampassés d'azur (d'Angleterre) ; au II d'or, au lion de gueules, armé et lampassé d'azur, dans un double trescheur fleuronné et contre-fleuronné du second (d'Écosse) ; au III d'azur, à la harpe d'or, cordée d'argent (d'Irlande) ; sur-le-tout, tiercé en pairle renversé, 1, de gueules, à deux léopards d'or (de Brunswick) ; 2, d'or, semé de cœurs de gueules, au lion d'azur, armé et lampassé du deuxième brochant (de Lunebourg) ; 3, de gueules, au cheval cabré d'argent, harnaché d'or (de Westphalie) ; le tout, brisé d'un lambel d'argent à trois pendants, chargé en cœur d'une croix de gueules et les deux autres deux cœurs de gueules. |
|           |     | Marie de Grande-Bretagne (1776-1857), princesse du Royaume-Uni, fille de George III, duchesse de Gloucester et d'Édimbourg. Elle se marie avec, 1816, son cousin germain le prince Guillaume-Frédéric, duc de Gloucester et d’Édimbourg, fils du prince Guillaume-Henri (frère du roi George III). Princesse de Grande-Bretagne et d'Irlande (avant 1801) : Écartelé, en I parti: en 1 de gueules aux trois léopards d'or, armés et lampassés d'azur (d'Angleterre) ; en 2 d'or, au lion de gueules, armé et lampassé d'azur, dans un double trescheur fleuronné et contre-fleuronné du second (d'Écosse) ; en II d'azur aux trois fleurs de lis d'or (de France moderne) ; en III d'azur, à la harpe d'or, cordée d'argent (d'Irlande) ; et IV tiercé en pairle renversé, 1, de gueules, à deux léopards d'or (de Brunswick) ; 2, d'or, semé de cœurs de gueules, au lion d'azur, armé et lampassé du deuxième brochant (de Lunebourg) ; 3, de gueules, au cheval cabré d'argent, harnaché d'or (de Westphalie) ; le tout, brisé d'un lambel d'argent à trois pendants, chargé en cœur d'une rose de gueules, et les deux autres d'un canton de gueules. Princesse du Royaume-Uni (après 1801) : Écartelé, I et IV de gueules aux trois léopards d'or, armés et lampassés d'azur (d'Angleterre) ; au II d'or, au lion de gueules, armé et lampassé d'azur, dans un double trescheur fleuronné et contre-fleuronné du second (d'Écosse) ; au III d'azur, à la harpe d'or, cordée d'argent (d'Irlande) ; sur-le-tout, tiercé en pairle renversé, 1, de gueules, à deux léopards d'or (de Brunswick) ; 2, d'or, semé de cœurs de gueules, au lion d'azur, armé et lampassé du deuxième brochant (de Lunebourg) ; 3, de gueules, au cheval cabré d'argent, harnaché d'or (de Westphalie) ; le tout, brisé d'un lambel d'argent à trois pendants, chargé en cœur d'une rose de gueules, et les deux autres d'un canton de gueules. |
|           |     | Sophia-Matilda de Grande-Bretagne (1777-1848), princesse du Royaume-Uni, fille de George III. Princesse de Grande-Bretagne et d'Irlande (avant 1801) : Écartelé, en I parti: en 1 de gueules aux trois léopards d'or, armés et lampassés d'azur (d'Angleterre) ; en 2 d'or, au lion de gueules, armé et lampassé d'azur, dans un double trescheur fleuronné et contre-fleuronné du second (d'Écosse) ; en II d'azur aux trois fleurs de lis d'or (de France moderne) ; en III d'azur, à la harpe d'or, cordée d'argent (d'Irlande) ; et IV tiercé en pairle renversé, 1, de gueules, à deux léopards d'or (de Brunswick) ; 2, d'or, semé de cœurs de gueules, au lion d'azur, armé et lampassé du deuxième brochant (de Lunebourg) ; 3, de gueules, au cheval cabré d'argent, harnaché d'or (de Westphalie) ; le tout, brisé d'un lambel d'argent à trois pendants, chargé en cœur d'un cœur de gueules, et les deux autres en cœur d'une rose de gueules. Princesse du Royaume-Uni (après 1801) : Écartelé, I et IV de gueules aux trois léopards d'or, armés et lampassés d'azur (d'Angleterre) ; au II d'or, au lion de gueules, armé et lampassé d'azur, dans un double trescheur fleuronné et contre-fleuronné du second (d'Écosse) ; au III d'azur, à la harpe d'or, cordée d'argent (d'Irlande) ; sur-le-tout, tiercé en pairle renversé, 1, de gueules, à deux léopards d'or (de Brunswick) ; 2, d'or, semé de cœurs de gueules, au lion d'azur, armé et lampassé du deuxième brochant (de Lunebourg) ; 3, de gueules, au cheval cabré d'argent, harnaché d'or (de Westphalie) ; le tout, brisé d'un lambel d'argent à trois pendants, chargé en cœur d'un cœur de gueules, et les deux autres en cœur d'une rose de gueules. |
|           |     | Amélie de Grande-Bretagne (1783-1810), princesse du Royaume-Uni, fille de George III. Princesse de Grande-Bretagne et d'Irlande (avant 1801) : Écartelé, en I parti: en 1 de gueules aux trois léopards d'or, armés et lampassés d'azur (d'Angleterre) ; en 2 d'or, au lion de gueules, armé et lampassé d'azur, dans un double trescheur fleuronné et contre-fleuronné du second (d'Écosse) ; en II d'azur aux trois fleurs de lis d'or (de France moderne) ; en III d'azur, à la harpe d'or, cordée d'argent (d'Irlande) ; et IV tiercé en pairle renversé, 1, de gueules, à deux léopards d'or (de Brunswick) ; 2, d'or, semé de cœurs de gueules, au lion d'azur, armé et lampassé du deuxième brochant (de Lunebourg) ; 3, de gueules, au cheval cabré d'argent, harnaché d'or (de Westphalie) ; le tout, brisé d'un lambel d'argent à trois pendants, chargé en cœur d'une rose de gueules, et les deux autres un cœur de gueules. Princesse du Royaume-Uni (après 1801) : Écartelé, I et IV de gueules aux trois léopards d'or, armés et lampassés d'azur (d'Angleterre) ; au II d'or, au lion de gueules, armé et lampassé d'azur, dans un double trescheur fleuronné et contre-fleuronné du second (d'Écosse) ; au III d'azur, à la harpe d'or, cordée d'argent (d'Irlande) ; sur-le-tout, tiercé en pairle renversé, 1, de gueules, à deux léopards d'or (de Brunswick) ; 2, d'or, semé de cœurs de gueules, au lion d'azur, armé et lampassé du deuxième brochant (de Lunebourg) ; 3, de gueules, au cheval cabré d'argent, harnaché d'or (de Westphalie) ; le tout, brisé d'un lambel d'argent à trois pendants, chargé en cœur d'une rose de gueules, et les deux autres un cœur de gueules. |

### Les descendants deFrédéric, prince de Galles
| Armoiries | Écu | Nom et blasonnement |
|           |     | Augusta de Grande-Bretagne (1737-1813), princesse du Royaume-Uni, femme de Charles, duc de Brunswick-Wolfenbüttel, belle-mère de George IV. Princesse de Grande-Bretagne et d'Irlande (avant 1801) : Écartelé, aux 1 parti, au I de gueules aux trois léopards d'or, armés et lampassés d'azur (d'Angleterre) ; au II d'or, au lion de gueules, armé et lampassé d'azur, dans un double trescheur fleuronné et contre-fleuronné du second (d'Écosse) ; au 2, d'azur aux trois fleurs de lis d'or (de France moderne) ; au 3, d'azur, à la harpe d'or, cordée d'argent (d'Irlande) ; et au 4, tiercé en pairle renversé, I, de gueules, à deux léopards d'or (de Brunswick) ; II, d'or, semé de cœurs de gueules, au lion d'azur, armé et lampassé du deuxième brochant (de Lunebourg) ; III, de gueules, au cheval cabré d'argent, harnaché d'or (de Westphalie) ; au lambel à cinq points argent, le point central chargé d'une croix de gueules, et les autres d'un rose de gueules. Princesse du Royaume-Uni (après 1801) : Écartelé, aux 1 et 4, de gueules aux trois léopards d'or, armés et lampassés d'azur (d'Angleterre) ; au 2, d'or, au lion de gueules, armé et lampassé d'azur, dans un double trescheur fleuronné et contre-fleuronné du second (d'Écosse) ; au 3, d'azur, à la harpe d'or, cordée d'argent (d'Irlande) ; sur-le-tout, tiercé en pairle renversé, au I, de gueules, à deux léopards d'or (de Brunswick) ; au II, d'or, semé de cœurs de gueules, au lion d'azur, armé et lampassé du deuxième, brochant surtout ; au III, de gueules, au cheval cabré d'argent, harnaché d'or (de Westphalie) ; au lambel à cinq points d'argent, le point central chargé d'une croix de gueules, et les autres d'un rose de gueules. |
|           |     | George-William de Galles (1732-1820), prince de Grande-Bretagne et d'Irlande, 2e duc d'Édimbourg, futur roi George III. De 1749 à 1751 : Écartelé, en I parti: en 1 de gueules aux trois léopards d'or, armés et lampassés d'azur (d'Angleterre) ; en 2 d'or, au lion de gueules, armé et lampassé d'azur, dans un double trescheur fleuronné et contre-fleuronné du second (d'Écosse) ; en II d'azur aux trois fleurs de lis d'or (de France moderne) ; en III d'azur, à la harpe d'or, cordée d'argent (d'Irlande) ; et IV tiercé en pairle renversé, 1, de gueules, à deux léopards d'or (de Brunswick) ; 2, d'or, semé de cœurs de gueules, au lion d'azur, armé et lampassé du deuxième brochant (de Lunebourg) ; 3, de gueules, au cheval cabré d'argent, harnaché d'or (de Westphalie) ; sur-le-tout du IV, de gueules plain ; au lambel à cinq points azur, le point central portant une fleur de lis d'or. Comme prince de Galles (après 1751): |
|           |     | Édouard-Auguste de Grande-Bretagne (1739-1767), prince de Grande-Bretagne et d'Irlande, duc d'York et Albany, comte d'Ulster en 1760. Écartelé, en I parti: en 1 de gueules aux trois léopards d'or, armés et lampassés d'azur (d'Angleterre) ; en 2 d'or, au lion de gueules, armé et lampassé d'azur, dans un double trescheur fleuronné et contre-fleuronné du second (d'Écosse) ; en II d'azur aux trois fleurs de lis d'or (de France moderne) ; en III d'azur, à la harpe d'or, cordée d'argent (d'Irlande) ; et IV tiercé en pairle renversé, 1, de gueules, à deux léopards d'or (de Brunswick) ; 2, d'or, semé de cœurs de gueules, au lion d'azur, armé et lampassé du deuxième brochant (de Lunebourg) ; 3, de gueules, au cheval cabré d'argent, harnaché d'or (de Westphalie) ; au lambel d'argent à cinq pendants brochant, chargé en cœur d'une croix de gueules les autres d'un canton de gueules. |
|           |     | William-Henry de Grande-Bretagne (1743-1805), prince du Royaume-Uni, 1er duc de Gloucester et Édimbourg, Écartelé, en I parti: en 1 de gueules aux trois léopards d'or, armés et lampassés d'azur (d'Angleterre) ; en 2 d'or, au lion de gueules, armé et lampassé d'azur, dans un double trescheur fleuronné et contre-fleuronné du second (d'Écosse) ; en II d'azur aux trois fleurs de lis d'or (de France moderne) ; en III d'azur, à la harpe d'or, cordée d'argent (d'Irlande) ; et IV tiercé en pairle renversé, 1, de gueules, à deux léopards d'or (de Brunswick) ; 2, d'or, semé de cœurs de gueules, au lion d'azur, armé et lampassé du deuxième brochant (de Lunebourg) ; 3, de gueules, au cheval cabré d'argent, harnaché d'or (de Westphalie) ; au lambel d'argent à cinq pendants brochant, chargé en cœur d'une fleur de lis d'azure les autres d'une croix de gueules. Armoiries portées ensuite par : - William-Frederick de Grande-Bretagne, 2e duc de Gloucester et Édimbourg (1776-1834), se marie avec sa cousine germaine, Marie de Hanovre (au dessus), quatrième fille de George III ; |
|           |     | Henri de Grande-Bretagne (1745-1790), prince de Grande-Bretagne et d'Irlande, duc de Cumberland et Strathearn. Écartelé, en I parti: en 1 de gueules aux trois léopards d'or, armés et lampassés d'azur (d'Angleterre) ; en 2 d'or, au lion de gueules, armé et lampassé d'azur, dans un double trescheur fleuronné et contre-fleuronné du second (d'Écosse) ; en II d'azur aux trois fleurs de lis d'or (de France moderne) ; en III d'azur, à la harpe d'or, cordée d'argent (d'Irlande) ; et IV tiercé en pairle renversé, 1, de gueules, à deux léopards d'or (de Brunswick) ; 2, d'or, semé de cœurs de gueules, au lion d'azur, armé et lampassé du deuxième brochant (de Lunebourg) ; 3, de gueules, au cheval cabré d'argent, harnaché d'or (de Westphalie) ; au lambel d'argent à cinq pendants brochant, chargé en cœur d'une croix de gueules les autres d'une fleur de lis d'azur. |
|           |     | Frederick-William de Galles (1750-1765), prince de Grande-Bretagne et d'Irlande. Armoiries attribuées à sa mort: Écartelé, en I parti: en 1 de gueules aux trois léopards d'or, armés et lampassés d'azur (d'Angleterre) ; en 2 d'or, au lion de gueules, armé et lampassé d'azur, dans un double trescheur fleuronné et contre-fleuronné du second (d'Écosse) ; en II d'azur aux trois fleurs de lis d'or (de France moderne) ; en III d'azur, à la harpe d'or, cordée d'argent (d'Irlande) ; et IV tiercé en pairle renversé, 1, de gueules, à deux léopards d'or (de Brunswick) ; 2, d'or, semé de cœurs de gueules, au lion d'azur, armé et lampassé du deuxième brochant (de Lunebourg) ; 3, de gueules, au cheval cabré d'argent, harnaché d'or (de Westphalie) ; au lambel d'argent à cinq pendants brochant, chargé en cœur d'une fleur de lis d'azure, les autres d'une rose de gueules. |

### Les descendants du roiGeorge II
| Armoiries | Écu | Nom et blasonnement |
|           |     | Frédéric de Grande-Bretagne (1707-1751), prince de Grande-Bretagne et d'Irlande, prince-électeur de Hanovre et prince de Brunswick-Lunebourg, duc de Gloucester en 1717, puis en 1726 duc d'Édimbourg, ensuite en 1727 duc de Cornouailles et en 1729 prince de Galles. Comme prince de Grande-Bretagne et d'Irlande (de 1717 à 1729) : Écartelé, au 1, parti en I de gueules aux trois léopards d'or, armés et lampassés d'azur (d'Angleterre) ; au II d'or, au lion de gueules, armé et lampassé d'azur, dans un double trescheur fleuronné et contre-fleuronné du second (d'Écosse) ; au 2, d'azur aux trois fleurs de lis d'or (de France moderne) ; au 3, d'azur, à la harpe d'or, cordée d'argent et (d'Irlande) ; au 4, tiercé en pairle renversé, I, de gueules, deux léopards d'or (de Brunswick) ; II, d'or, semé de cœurs de gueules, au lion d'azur, armé et lampassé du deuxième, brochant surtout ; III, de gueules, au cheval cabré d'argent, harnaché d'or (de Westphalie) ; le tout, brisé d'un lambel d'argent à trois pendants, chargé en cœur d'une croix de gueules. Après 1729, il porte les mêmes armes que les autres princes de Galles de sa maison. |
|           |     | Anne de Grande-Bretagne (1709-1759), « princesse royale », princesse d'Orange et, en 1734, la princesse Anne se marie avec Guillaume IV d'Orange-Nassau. Écartelé, au 1, parti en I de gueules aux trois léopards d'or, armés et lampassés d'azur (d'Angleterre) ; au II d'or, au lion de gueules, armé et lampassé d'azur, dans un double trescheur fleuronné et contre-fleuronné du second (d'Écosse) ; au 2, d'azur aux trois fleurs de lis d'or (de France moderne) ; au 3, d'azur, à la harpe d'or, cordée d'argent et (d'Irlande) ; au 4, tiercé en pairle renversé, au I, de gueules, à deux léopards d'or (de Brunswick) ; au II, d'or, semé de cœurs de gueules, au lion d'azur, armé et lampassé du deuxième, brochant surtout ; au III, de gueules, au cheval cabré d'argent, harnaché d'or (de Westphalie) ; le tout, brisé d'un lambel d'argent à trois pendants, les trois chargé en cœur d'une croix de gueules. |
|           |     | Amélie de Grande-Bretagne (1711-1786), princesse de Grande-Bretagne et d'Irlande. Écartelé, au 1, parti en I de gueules aux trois léopards d'or, armés et lampassés d'azur (d'Angleterre) ; au II d'or, au lion de gueules, armé et lampassé d'azur, dans un double trescheur fleuronné et contre-fleuronné du second (d'Écosse) ; au 2, d'azur aux trois fleurs de lis d'or (de France moderne) ; au 3, d'azur, à la harpe d'or, cordée d'argent (d'Irlande) ; et, au 4, tiercé en pairle renversé, au I, de gueules, à deux léopards d'or (de Brunswick) ; au II, d'or, semé de cœurs de gueules, au lion d'azur, armé et lampassé du deuxième, brochant surtout ; au III, de gueules, au cheval cabré d'argent, harnaché d'or (de Westphalie) ; le tout, brisé d'un lambel d'argent à trois pendants, chargés d'une hermine de sable brochant sur la partition. |
|           |     | Caroline de Grande-Bretagne (1713-1757), princesse de Grande-Bretagne et d'Irlande. Écartelé, au 1, parti en I de gueules aux trois léopards d'or, armés et lampassés d'azur (d'Angleterre) ; au II d'or, au lion de gueules, armé et lampassé d'azur, dans un double trescheur fleuronné et contre-fleuronné du second (d'Écosse) ; au 2, d'azur aux trois fleurs de lis d'or (de France moderne) ; au 3, d'azur, à la harpe d'or, cordée d'argent (d'Irlande) ; et, au 4, tiercé en pairle renversé, au I, de gueules, à deux léopards d'or (de Brunswick) ; au II, d'or, semé de cœurs de gueules, au lion d'azur, armé et lampassé du deuxième, brochant surtout ; au III, de gueules, au cheval cabré d'argent, harnaché d'or (de Westphalie) ; le tout, brisé d'un lambel d'argent à trois pendants, chargés chacun de trois roses de gueules. |
|           |     | William-Augustus de Grande-Bretagne (1721-1765), prince de Grande-Bretagne et d'Irlande en 1725 duc de Cumberland, général des armées britanniques. De 1725 à 1727 : Écartelé, au 1, parti, au I de gueules aux trois léopards d'or, armés et lampassés d'azur (d'Angleterre) ; au II d'or, au lion de gueules, armé et lampassé d'azur, dans un double trescheur fleuronné et contre-fleuronné du second (d'Écosse) ; au 2, d'azur aux trois fleurs de lis d'or (de France moderne) ; au 3, d'azur, à la harpe d'or, cordée d'argent et (d'Irlande) ; et au 4, tiercé en pairle renversé, I, de gueules, à deux léopards d'or (de Brunswick) ; II, d'or, semé de cœurs de gueules, au lion d'azur, armé et lampassé du deuxième brochant (de Lunebourg) ; III, de gueules, au cheval cabré d'argent, harnaché d'or (de Westphalie) ; au lambel d'argent à cinq pendants brochant, chargé en cœur d'une croix de gueules les autres d'un canton de gueules. à partir de 1727 : Écartelé, au 1, parti, au I de gueules aux trois léopards d'or, armés et lampassés d'azur (d'Angleterre) ; au II d'or, au lion de gueules, armé et lampassé d'azur, dans un double trescheur fleuronné et contre-fleuronné du second (d'Écosse) ; au 2, d'azur aux trois fleurs de lis d'or (de France moderne) ; au 3, d'azur, à la harpe d'or, cordée d'argent (d'Irlande) ; et au 4, tiercé en pairle renversé, au I, de gueules, à deux léopards d'or (de Brunswick) ; au II, d'or, semé de cœurs de gueules, au lion d'azur, armé et lampassé du deuxième, brochant surtout ; au III, de gueules, au cheval cabré d'argent, harnaché d'or (de Westphalie) ; le tout, brisé d'un lambel d'argent à trois pendants, chargé en cœur d'une croix de gueules. |
|           |     | Marie de Grande-Bretagne (1723-1772), princesse de Grande-Bretagne et d'Irlande, femme de Frédéric II de Hesse-Cassel. Écartelé, au 1, parti, au I de gueules aux trois léopards d'or, armés et lampassés d'azur (d'Angleterre) ; au II d'or, au lion de gueules, armé et lampassé d'azur, dans un double trescheur fleuronné et contre-fleuronné du second (d'Écosse) ; au 2, d'azur aux trois fleurs de lis d'or (de France moderne) ; au 3, d'azur, à la harpe d'or, cordée d'argent et (d'Irlande) ; au 4, tiercé en pairle renversé, au I, de gueules, à deux léopards d'or (de Brunswick) ; au II, d'or, semé de cœurs de gueules, au lion d'azur, armé et lampassé du deuxième, brochant surtout ; au III, de gueules, au cheval cabré d'argent, harnaché d'or (de Westphalie) ; le tout, brisé d'un lambel d'argent à trois pendants, chargés chacun de trois cantons de gueules. |
|           |     | Louise de Grande-Bretagne (1724-1751), princesse de Grande-Bretagne et d'Irlande, reine de Danemark et de Norvège. Écartelé, au 1, parti, au I de gueules aux trois léopards d'or, armés et lampassés d'azur (d'Angleterre) ; au II d'or, au lion de gueules, armé et lampassé d'azur, dans un double trescheur fleuronné et contre-fleuronné du second (d'Écosse) ; au 2, d'azur aux trois fleurs de lis d'or (de France moderne) ; au 3, d'azur, à la harpe d'or, cordée d'argent et (d'Irlande) ; au 4, tiercé en pairle renversé, au I, de gueules, à deux léopards d'or (de Brunswick) ; au II, d'or, semé de cœurs de gueules, au lion d'azur, armé et lampassé du deuxième, brochant surtout ; au III, de gueules, au cheval cabré d'argent, harnaché d'or (de Westphalie) ; le tout, brisé d'un lambel d'argent à trois pendants, chargés chacun de trois besants de gueules. |

### Les descendants du roiGeorgeIer
| Armoiries | Écu | Nom et blasonnement |
|           |     | Georges-Auguste (1683-1760), prince-électeur de Hanovre en 1698, prince de Brunswick-Lunebourg, prince de Galles Roi de Grande-Bretagne et d'Irlande sous le nom de George II. Coupé de trois, au I, parti de deux, coupé de un, au 1, de gueules, à deux léopards d'or (de Brunswick) ; au 2, de gueules, au cheval cabré d'argent, harnaché d'or (Saxe ancien pour Westphalie) ; au 3, d'or, semé de cœurs de gueules, au lion d'azur (Lunebourg) ; au 4, d'azur au lion couronné d'argent (d'Eberstein); au 5 en forme de sur le tout, de gueules plain ; au 6, de gueules au lion d'or, à la borure componnée d'argent et d'azur (de Hombourg) ; au II, parti de deux, au 1, coupé d'or au lion de gueules, armé, couronné et lampassé d'azur, et d'azur, à l'aigle d'argent (Diepholt) ; au 2, d'or, à deux pattes d'ours de sable, posées et pal et réunies à la base, armées de gueules (de Hoya) ; 3, coupé de gueules, au lion d'or et du fascé d'or et de gueules (de Lauterberg) ; au III, parti de deux, au 1, d'argent au cerf de sable (de Klettenberg) ; au 2, coupé, au A, fascé d'argent et de gueules (de Neu-Brückhausen) ; au B, gironné d'argent et d'azur (Alt-Brückhausen) ; au 3, échiqueté d'argent et de gueules (de Hohenstein) ; à la champagne partie, au 1, d'argent, à la ramure de cerf de gueules, posée en bande (de Regenstein) ; au 2, d'argent, à la ramure de cerf de sable, posée en barre (de Blankenbourg). Après 1714, en Grande-Bretagne, il porte les armes du prince de Galles de la maison Hanovre (ci-dessus) |

### Les descendants deSophie de Hanovre
| Armoiries | Écu | Nom et blasonnement |
|           |     | Georg-Ludwig (1660-1727), depuis 1698 prince-électeur de Hanovre et duc de Brunswick-Lunebourg, prince britannique, puis en 1714 roi de Grande-Bretagne et d'Irlande en tant que George I. Coupé de trois, au I, parti de deux, coupé de un, au 1, de gueules, à deux léopards d'or (de Brunswick) ; au 2, de gueules, au cheval cabré d'argent, harnaché d'or (Saxe ancien pour Westphalie) ; au 3, d'or, semé de cœurs de gueules, au lion d'azur (Lunebourg) ; au 4, d'azur au lion couronné d'argent (d'Eberstein); au 5 en forme de sur le tout, de gueules à la couronne de Charlemagne d'or (de la dignité d'architrésorier de l'Empire) ; au 6, de gueules au lion d'or, à la borure componnée d'argent et d'azur (de Hombourg) ; au II, parti de deux, au 1, coupé d'or au lion de gueules, armé, couronné et lampassé d'azur, et d'azur, à l'aigle d'argent (Diepholt) ; au 2, d'or, à deux pattes d'ours de sable, posées et pal et réunies à la base, armées de gueules (de Hoya) ; 3, coupé de gueules, au lion d'or et du fascé d'or et de gueules (de Lauterberg) ; au III, parti de deux, au 1, d'argent au cerf de sable (de Klettenberg) ; au 2, coupé, au A, fascé d'argent et de gueules (de Neu-Brückhausen) ; au B, gironné d'argent et d'azur (Alt-Brückhausen) ; au 3, échiqueté d'argent et de gueules (de Hohenstein) ; à la champagne partie, au 1, d'argent, à la ramure de cerf de gueules, posée en bande (de Regenstein) ; au 2, d'argent, à la ramure de cerf de sable, posée en barre (de Blankenbourg) En 1714, il prend les armes de Grande-Bretagne. |
|           |     | Ernest-Auguste de Brunswick-Lunebourg (1674-1728), prince de Brunswick-Lunebourg, puis évêque d'Osnabrück, duc d'York et d'Albany, frère du précédent. Coupé de trois, au I, parti de deux, coupé de un, au 1, de gueules, à deux léopards d'or (de Brunswick) ; au 2, de gueules, au cheval cabré d'argent, harnaché d'or (Saxe ancien pour Westphalie) ; au 3, d'or, semé de cœurs de gueules, au lion d'azur (Lunebourg) ; au 4, d'azur au lion couronné d'argent (d'Eberstein); au 5 en forme de sur le tout, d'argent à la roue de gueules (Osnabück) ; au 6, de gueules au lion d'or, à la borure componnée d'argent et d'azur (de Hombourg) ; au II, parti de deux, au 1, coupé d'or au lion de gueules, armé, couronné et lampassé d'azur, et d'azur, à l'aigle d'argent (Diepholt) ; au 2, d'or, à deux pattes d'ours de sable, posées et pal et réunies à la base, armées de gueules (de Hoya) ; 3, coupé de gueules, au lion d'or et du fascé d'or et de gueules (de Lauterberg) ; au III, parti de deux, au 1, d'argent au cerf de sable (de Klettenberg) ; au 2, coupé, au A, fascé d'argent et de gueules (de Neu-Brückhausen) ; au B, gironné d'argent et d'azur (Alt-Brückhausen) ; au 3, échiqueté d'argent et de gueules (de Hohenstein) ; à la champagne partie, au 1, d'argent, à la ramure de cerf de gueules, posée en bande (de Regenstein) ; au 2, d'argent, à la ramure de cerf de sable, posée en barre (de Blankenbourg) Son frère aîné Ernest-Auguste s'étant converti au catholicisme en 1692 et demeurant exclu de la succession britannique, c'est lui qui reçoit les titres de duc d'York et d'Albany, traditionnellement réservés au frère cadet du roi. Il reçoit également de nouvelles armoiries : Écartelé, au I, parti au 1 de gueules aux trois léopards d'or, armés et lampassés d'azur (d'Angleterre) ; au 2 d'or, au lion de gueules, armé et lampassé d'azur, dans un double trescheur fleuronné et contre-fleuronné du second (d'Écosse) ; au II d'azur aux trois fleurs de lis d'or (de France moderne) ; au III d'azur, à la harpe d'or, cordée d'argent (d'Irlande) ; au IV tiercé en pairle renversé, en 1, de gueules, à deux léopards d'or (de Brunswick) ; en 2, d'or, semé de cœurs de gueules, au lion d'azur, armé et lampassé du deuxième brochant (de Lunebourg) ; en 3, de gueules, au cheval cabré d'argent, harnaché d'or (de Westphalie) ; le tout, brisé d'un lambel d'argent à trois pendants, chargé en cœur de trois cœurs de gueules. |